# Der Archipelagus

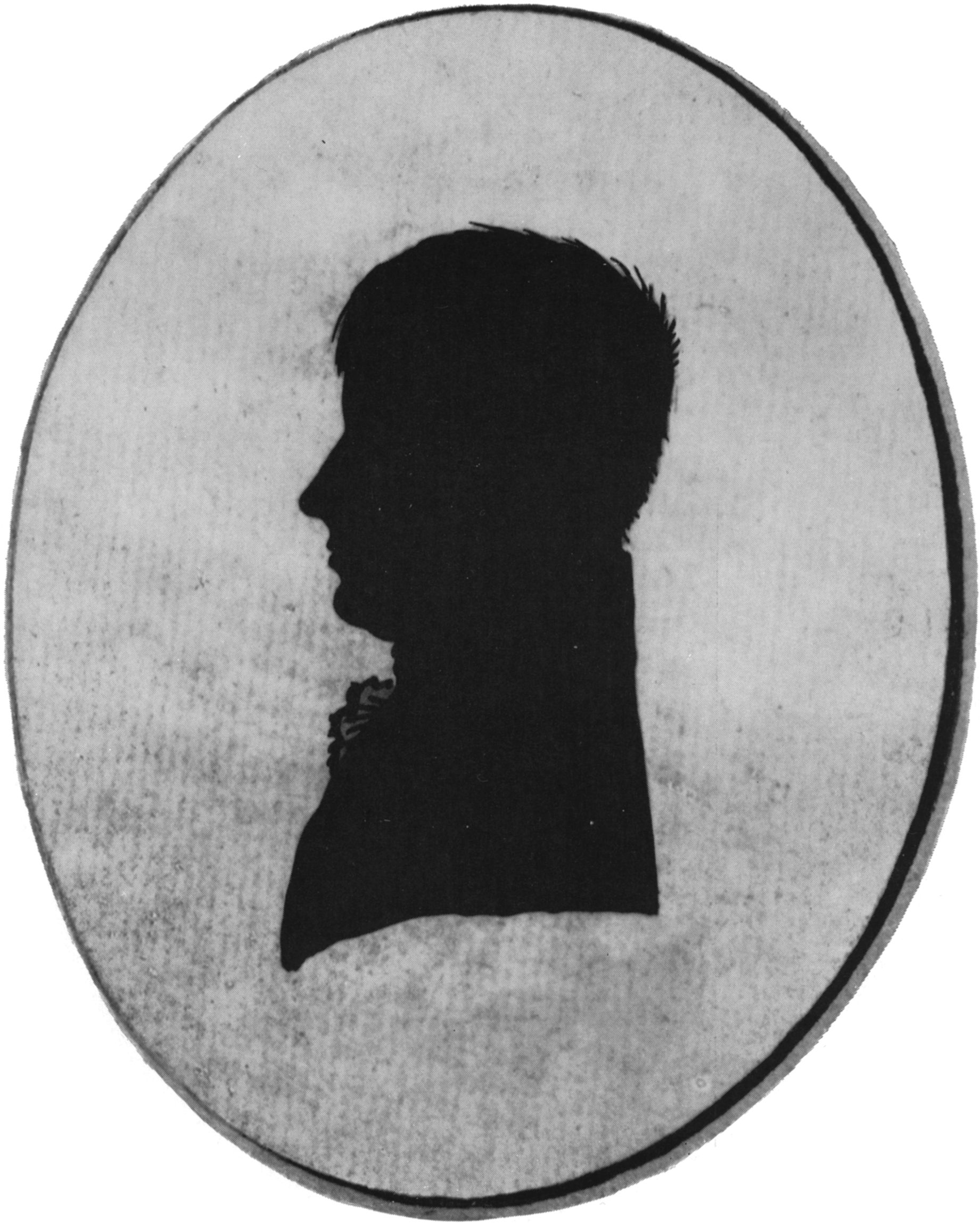
Friedrich Hölderlin um 1797. Kennzeichnend der hochgestellte Rockkragen und das modisch kurzgeschnittene, in die Stirn fallende Haar

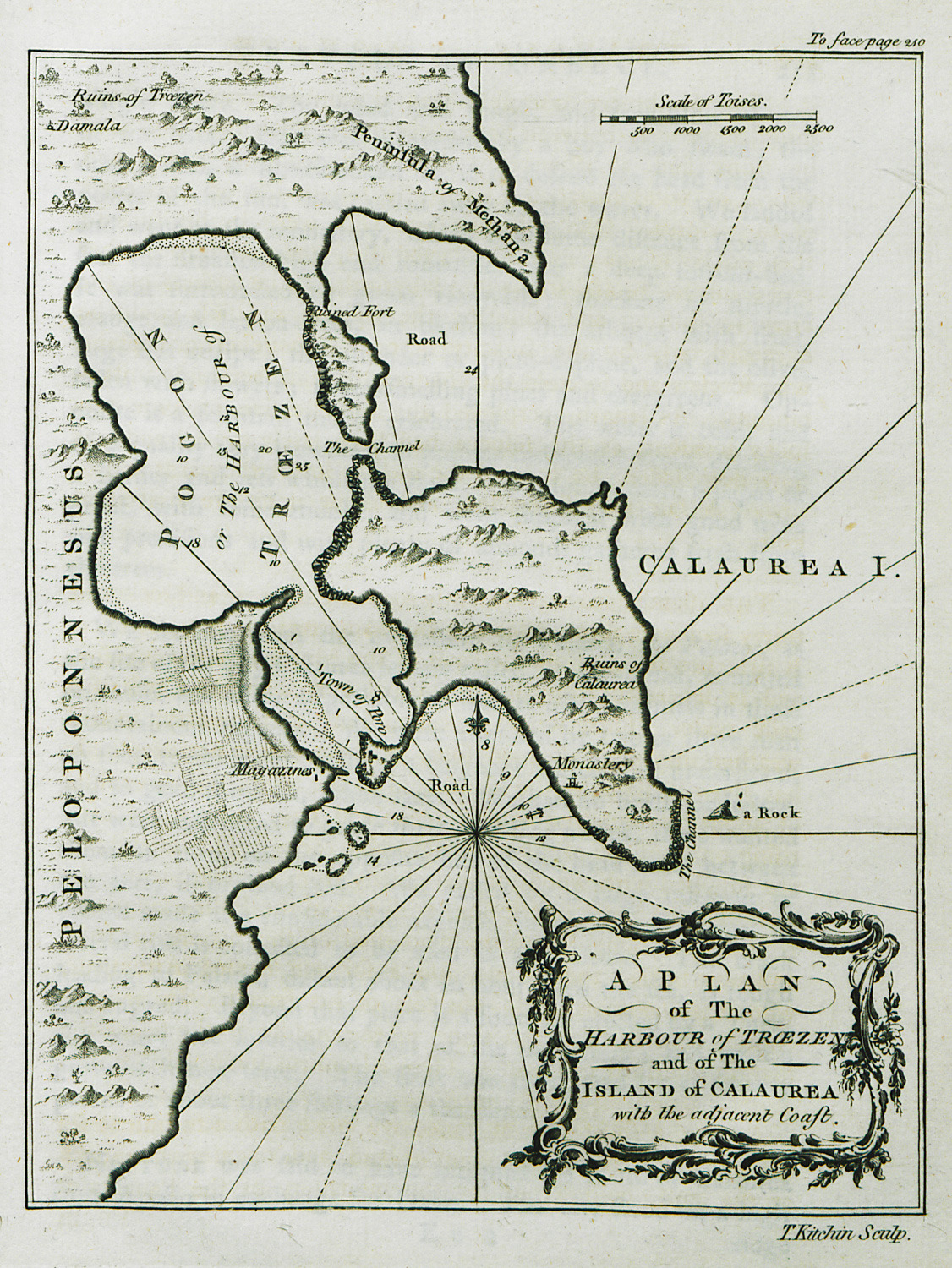
Die zum Archipelagus gehörende Insel Kalauria nach Richard Chandler, 1777.

Der Archipelagus ist ein Gedicht in Hexametern von Friedrich Hölderlin, mit 296 Versen eines seiner längsten. Es entstand in den Jahren 1800 und 1801. Mit seinem Versmaß, seinen teils epischen, teils lyrischen Partien, diese teils elegisch klagend, teils hymnisch preisend, nimmt es in Hölderlins Werk eine Sonderstellung ein. Neben der gleichzeitigen Elegie Brod und Wein ist es Hölderlins vollkommenste Darstellung seines Pantheismus. Er glaubte die göttlich gesehene „Natur“ und die menschengeschaffene Kultur in der Vergangenheit der griechischen Polis, vor allem Athens, harmonisch verbunden, erlebte „Natur“ und Menschenwerk in seiner Gegenwart schmerzhaft zerfallen und hoffte sie wieder zusammen blühend in der Zukunft.

## Entstehung
Im Herbst 1798 hatte Hölderlin nach dem Bruch mit Jakob Friedrich Gontard-Borkenstein (1764–1843) Frankfurt fluchtartig verlassen und lebte seitdem im nahen Homburg. Am 8. Mai 1800 traf er Susette Gontard, seine Diotima, zum letzten Mal. Mitte Juni wanderte er über Nürtingen, wo die Mutter und die Schwester lebten, nach Stuttgart. Dort wohnte er bei dem befreundeten Kaufmann Christian Landauer (1769–1845). Sein Gefühl einer Heimkehr gestaltete er in dem Gedicht Die Heimath – „Froh kehrt der Schiffer heim an den stillen Strom“, seine Freundschaft mit Landauer in der Elegie Der Gang aufs Land. An Landauer und dem liedartigen Gedicht An Landauer – „Der Freunde Freund zu seyn, bis du geboren“ – zu dessen Geburtstag am 11. Dezember 1800. Im Januar 1801 trat er eine Hofmeisterstelle bei dem Leinenfabrikanten Anton von Gonzenbach (1748–1819) in Hauptwil in der Schweiz an. Schon Anfang April kehrte er aber nach Nürtingen zurück, wieder mit der Empfindung der Heimkehr, aus der die Elegie Heimkunft – An die Verwandten entstand – „Dort empfangen sie mich. O Stimme der Stadt, der Mutter!“. Am 10. Dezember brach er zu einer weiteren Hofmeisterstelle bei dem Weinhändler und hamburgischen Konsul Daniel Christoph Meyer (1751–1818) in Bordeaux auf. Es war eine Zeit voller Pläne, aber zugleich bedrängender Nöte. Der Plan, sich durch die Herausgabe einer Zeitschrift Iduna eine finanzielle Grundlage zu schaffen, scheiterte.
Der Mutter schrieb er am 29. Januar 1800 aus Homburg: „Um meine Gesundheit dürfen Sie ja nicht bange seyn, theuerste Mutter! Ich habe schon seit guter Zeit dieses kostbare Gut ungestört genossen, und es freut mich um so mehr, weil ich immer fürchtete, daß der böse krampfhafte Zustand bleibend werden möchte.“ Ähnlich freudig an die Mutter Mitte des Jahres aus Stuttgart: „Die Theilnahme und Aufmunterung treuer wohlmeinender Gemüther ist mir auf der Stelle meines Lebens, worauf ich jezt bin, ein größeres Geschenk, als irgend etwas, worauf man sonst großen Werth zu legen Ursache hat. Mein Logis und die Aufnahme in meines Freundes Hauße fand ich ganz nach meinem Wunsche. Überhaupt haben mich meine alten Bekannten so gutmüthig empfangen, daß ich wohl hoffen darf, hier eine Zeit im Frieden zu leben, und ungestörter, als bisher, mein Tagwerk thun zu können.“ Andererseits berichtet Gustav Schwab über Hölderlins Verfassung in Stuttgart: „Seine Gemüthsstimmung schien gefährlich. Schon sein Aeußeres zeugte von der Aenderung, die sein Wesen in den vergangenen Jahren erlitten hatte; als er von Homburg zurückkehrte, glaubte man einen Schatten zu sehen, so sehr hatten die inneren Kämpfe und Leiden den einst blühenden Körper angegriffen. Noch auffallender war die Gereiztheit seines Seelenzustandes; ein zufälliges, unschuldiges Wort, das gar keine Beziehung auf ihn hatte, konnte ihn so sehr aufbringen, daß er die Gesellschaft, in der er sich eben befand, verließ und nie zu derselben wiederkehrte.“
In dieser labilen Lebenslage ist außer Brod und Wein und mehreren Oden, darunter Heidelberg, Der Archipelagus entstanden.

Erstdruck
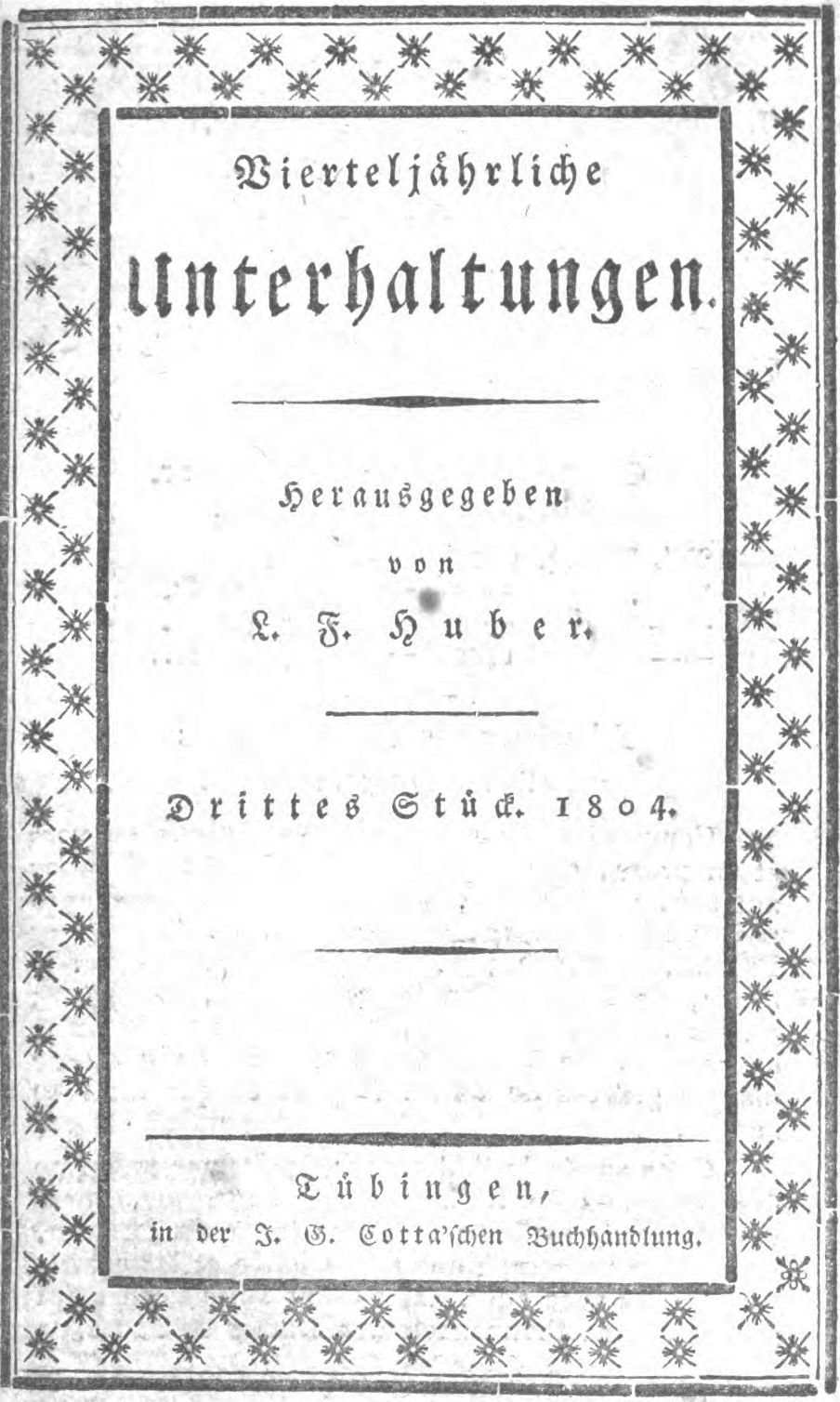
Titelseite der Zeitschrift
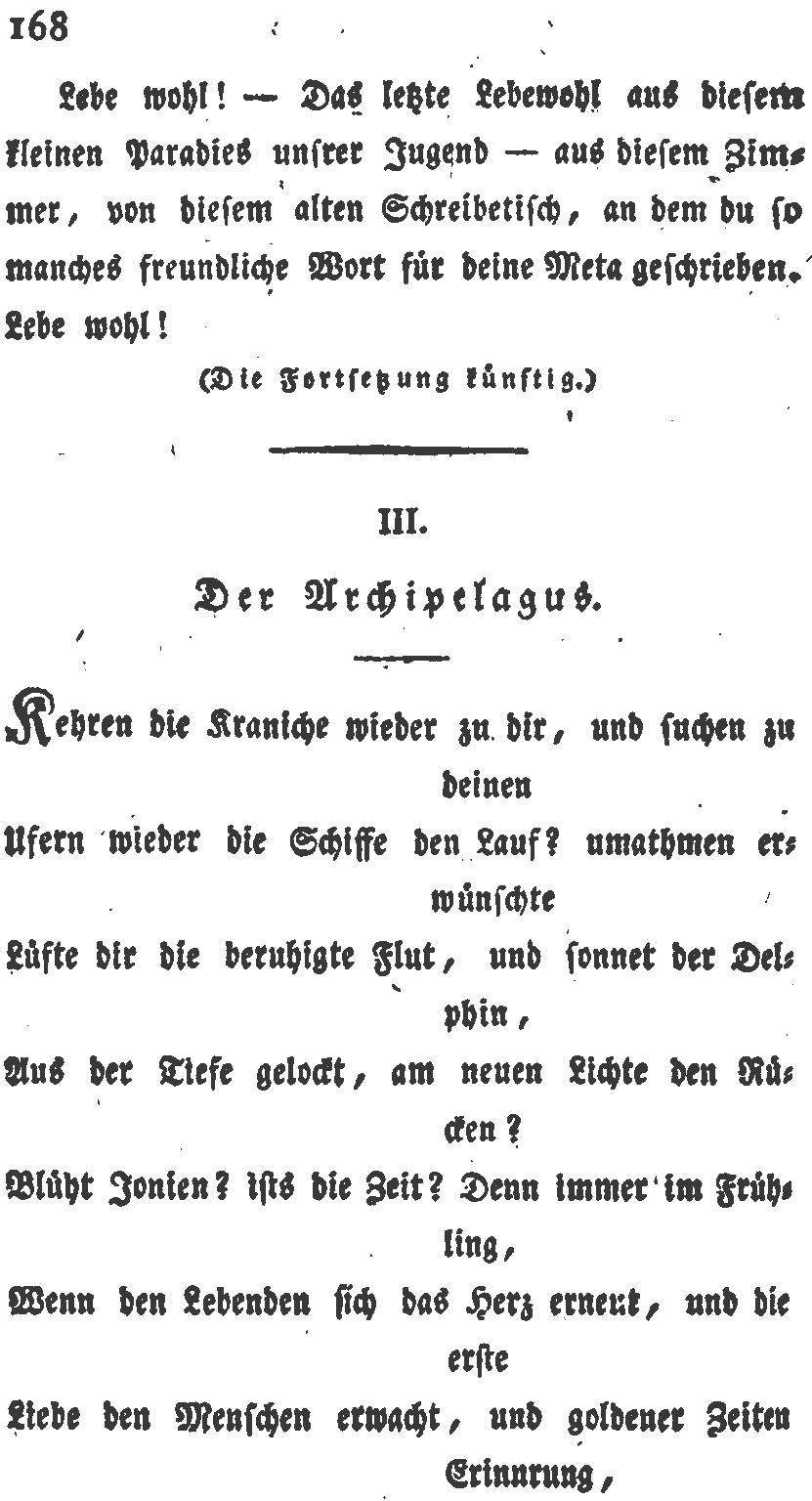
Erste Verse
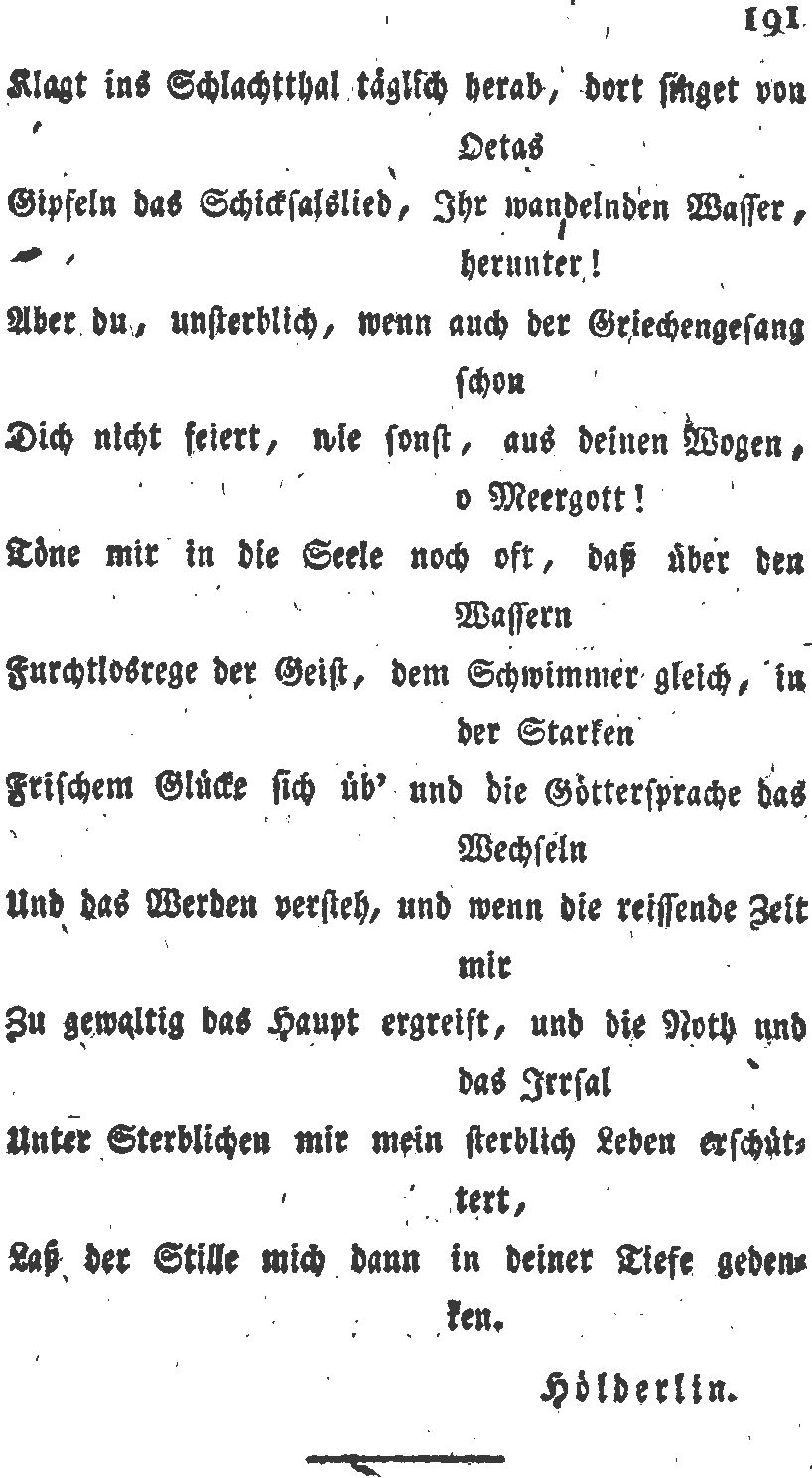
Letzte Verse

## Überlieferung
Zwei Manuskripte Hölderlins mit Bruchstücken und zwei vollständige oder fast vollständige Manuskripte sind erhalten, alle heute in der Württembergischen Landesbibliothek Stuttgart. Vollständig oder fast vollständig sind die sogenannte „Berliner Handschrift“ und die sogenannte „Homburger Handschrift“, aus der die Abbildungen in diesem Artikel stammen. Hölderlin schickte das Gedicht im Frühjahr 1801 an Johann Bernhard Vermehren in Jena mit der Bitte, es an Ludwig Tiecks Poetisches Journal zu vermitteln. Die Vermittlung blieb erfolglos, weil das Journal eingestellt wurde. Gedruckt wurde Der Archipelagus zuerst 1804 in den Vierteljährlichen Unterhaltungen der Cotta’schen Verlagsbuchhandlung in Tübingen, herausgegeben von Ludwig Ferdinand Huber. Er wurde dann 1826 in die erste Sammelausgabe der „Gedichte“ aufgenommen, herausgegeben von Ludwig Uhland und Gustav Schwab, und 1846 in die „Sämmtlichen Werke“, herausgegeben von Gustav Schwabs Sohn Christoph Theodor Schwab (1821–1883). Von den historisch-kritischen Ausgaben, der 1913 von Norbert von Hellingrath und Friedrich Seebaß (1887–1963) begonnenen Propyläen-Ausgabe, der Stuttgarter Ausgabe von Friedrich Beissner und Adolf Beck und der Frankfurter Ausgabe von Dietrich Sattler, ist in diesem Artikel nach der Stuttgarter Ausgabe zitiert.

## Inhalt

### Aufbau
Hölderlin hat das Gedicht in zwölf Strophen geteilt. Auf einer höheren Gliederungsebene sind drei von Hölderlin nicht ausdrücklich markierte Teile klar zu unterscheiden. Der Eingangsteil (Vers 1–61) mit vier Strophen ist hymnischer Preis des Archipelagus. Die erste Strophe (Vers 1–8) ruft ihn an; die zweite (Vers 9–24) erklärt ihn zum Vater der ägäischen Inseln; die dritte (Vers 25–53) besingt seine Beziehung zum Universum; die vierte (Vers 54–61) erkennt ihn als traurig und nennt den Grund. Der Mittelteil (Vers 62–199) mit sechs Strophen evoziert das antike Athen. In der ersten Strophe (Vers 62–85) wird eine vergangene Blüte der Stadt ohne Fixierung auf eine bestimmte historische Epoche gepriesen; die zweite Strophe (Vers 86–103) schildert den Untergang Athens in den Perserkriegen, die dritte (Vers 104–124) die Seeschlacht bei Salamis, die vierte (Vers 125–135) die Niederlage der Perser bei Salamis aus deren Sicht, die fünfte (Vers 136–178) die Rückkehr der Athener in ihre zerstörte Stadt, die sechste (Vers 179–199) den Wiederaufbau. Der Schlussteil (Vers 200–296) mit zwei Strophen ist Bewusstwerden der Gegenwart des Dichters; die erste Strophe, mit 78 Versen die weitaus längste (Vers 200–277), führt von Trauer zu Hoffnung; die zweite (Vers 278–296) blickt mit Wehmut und neu gewonnener Zuversicht auf die verlorene Antike zurück.

### Text und Kommentar
Das Wort Archipelagus, gebildet aus ἀρχή, Beginn, und πέλαγος, Meer, ist aus Antike und Mittelalter nicht belegt. Für Hölderlin ist der Archipelagus geographisch das ägäische Meer mit seinen Inseln und Küsten, die griechische bewohnte Welt, Oikumene, in seinem Wesen aber die göttliche Natur, das göttliche All, die liebende Gemeinschaft alles Lebendigen. Zwar kommt das Wort nur im Titel des Gedichts vor; doch ist es als Synonym für den „Meergott“ (zum Beispiel Vers 85) oder den „Gewaltigen“ (Vers 9) immer präsent. Die altgriechischen Meergötter Okeanos, Pontos und Poseidon sind in ihm aufgegangen.

#### Eingangsteil (Vers 1–61)
In den ersten Versen ruft das „Ich“ (Vers 8) den Archipelagus in der Freude des Frühlings mit liebend drängenden Fragen an.
0000Kehren die Kraniche wieder zu dir, und suchen zu deinen

0000Ufern wieder die Schiffe den Lauf? umathmen erwünschte

0000Lüfte dir die beruhigte Fluth, und sonnet der Delphin,

0000Aus der Tiefe gelockt, am neuen Lichte den Rüken?

0050Blüht Ionien? ists die Zeit? denn immer im Frühling,

0000Wenn den Lebenden sich das Herz erneut und die erste

0000Liebe den Menschen erwacht und goldner Zeiten Erinnrung,

0000Komm ich zu dir und grüß' in deiner Stille dich, Alter!

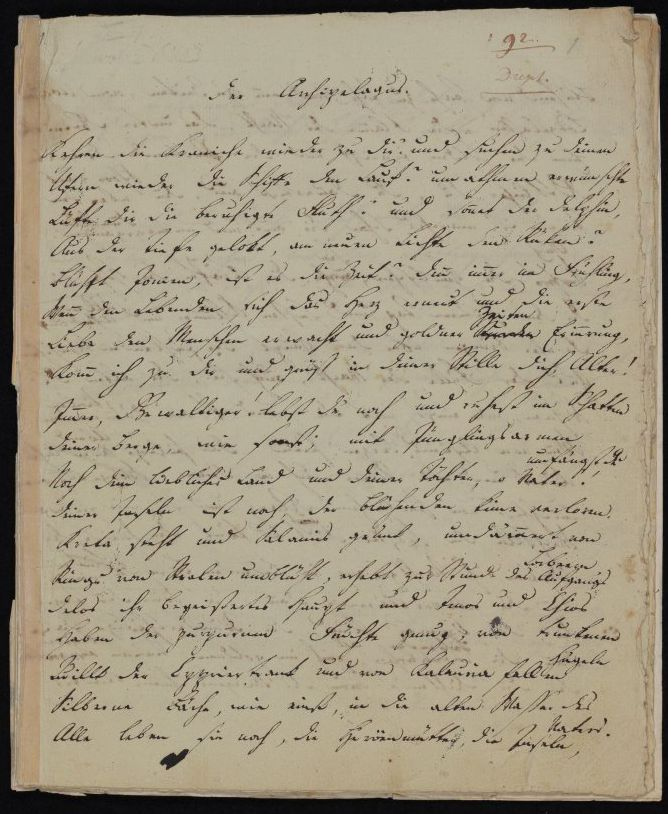
Seite 1 des Manuskripts Der Archipelagus – Homburg, Vers 1–19. Die Handschriftblätter messen 19 × 23 cm.

Von der Höhe, wo die Kraniche aus südlicheren Ländern zurückkehren und „erwünschte Lüfte“ wehen, erstreckt sich der Archipelagus bis in die Tiefe des Meeres, aus der der Delphin auftaucht. Sechs Inseln repräsentieren die horizontale Dimension.
0000Immer, Gewaltiger! lebst du noch und ruhest im Schatten

0100Deiner Berge, wie sonst; mit Jünglingsarmen umfängst du

0000Noch dein liebliches Land, und deiner Töchter, o Vater!

0000Deiner Inseln ist noch, der blühenden, keine verloren.

0000Kreta steht und Salamis grünt, umdämmert von Lorbeern,

0000Rings von Strahlen umblüht, erhebt zur Stunde des Aufgangs

0150Delos ihr begeistertes Haupt, und Tenos und Chios

0000Haben der purpurnen Früchte genug, von trunkenen Hügeln

0000Quillt der Cypriertrank, und von Kalauria fallen

0000Silberne Bäche, wie einst, in die alten Wasser des Vaters.

0000Alle leben sie noch, die Heroenmütter, die Inseln,

0200Blühend von Jahr zu Jahr, und wenn zu Zeiten, vom Abgrund

0000Losgelassen, die Flamme der Nacht, das untre Gewitter

0000Eine der holden ergriff, und die Sterbende dir in den Schoos sank,

0000Göttlicher! du, du dauertest aus, denn über den dunkeln

0000Tiefen ist manches schon dir auf und untergegangen.
Der Archipelagus, immer wieder als „du“ angesprochen, ist der „Gewaltige“, „Alte“ und doch zugleich Jüngling (Vers 10). Er ist der „Vater“ der ägäischen Inseln. Hölderlin charakterisiert sie so, wie er sie unter anderem aus Richard Chandlers Reiseberichten kannte. Kreta „steht“ mit seinen über 2000 Meter hohen Gebirgen. Salamis „grünt“ wie im 1797 erschienenen ersten Band von Hölderlins Briefroman Hyperion. Delos, die Insel Apollons, der auch ein Lichtgott war, ist „rings von Strahlen umblüht“. Tenos, Chios und Zypern sind Weininseln. Kalauria, die Heimat Diotimas, besitzt – wie hier „silberne Bäche“ – im Hyperion Hügel mit „schäumenden Bächen“. Vergänglich sind die Inseln. Vulkanismus, „die Flamme der Nacht, das untre Gewitter“ kann die „Töchter“ des Vaters zerstören, dem allein als dem göttlichen All Dauer zukommt. In seinen Preis wird der Kosmos einbezogen.
0250Auch die Himmlischen, sie, die Kräfte der Höhe, die stillen,

0000Die den heiteren Tag und süßen Schlummer und Ahnung

0000Fernher bringen über das Haupt der fühlenden Menschen

0000Aus der Fülle der Macht, auch sie, die alten Gespielen

0000Wohnen, wie einst, mit dir, und oft am dämmernden Abend,

0300Wenn von Asiens Bergen herein das heilige Mondlicht

0000Kömmt und die Sterne sich in deiner Wooge begegnen,

0000Leuchtest du von himmlischem Glanz, und so, wie sie wandeln,

0000Wechseln die Wasser dir, es tönt die Weise der Brüder

0000Droben, ihr Nachtgesang im liebenden Busen dir wieder.

0350Wenn die allverklärende dann, die Sonne des Tages,

0000Sie, des Orients Kind, die Wunderthätige, da ist,

0000Dann die Lebenden all' im goldenen Traume beginnen,

0000Den die Dichtende stets des Morgens ihnen bereitet,

0000Dir, dem trauernden Gott, dir sendet sie froheren Zauber,

0400Und ihr eigen freundliches Licht ist selber so schön nicht

0000Denn das Liebeszeichen, der Kranz, den immer, wie vormals,

0000Deiner gedenk, doch sie um die graue Loke dir windet.

0000Und umfängt der Äther dich nicht, und kehren die Wolken,

0000Deine Boten, von ihm mit dem Göttergeschenke, dem Strale

0450Aus der Höhe dir nicht? dann sendest du über das Land sie,

0000Daß am heißen Gestad die gewittertrunkenen Wälder

0000Rauschen und wogen mit dir, daß bald, dem wandernden Sohn gleich,

0000Wenn der Vater ihn ruft, mit den tausend Bächen Mäander

0000Seinen Irren enteilt und aus der Ebne Kayster

0500Dir entgegenfrohlockt, und der Erstgeborne, der Alte,

0000Der zu lange sich barg, dein majestätischer Nil itzt

0000Hochherschreitend aus fernem Gebirg, wie im Klange der Waffen,

0000Siegreich kömmt, und die offenen Arme der Sehnende reichet.

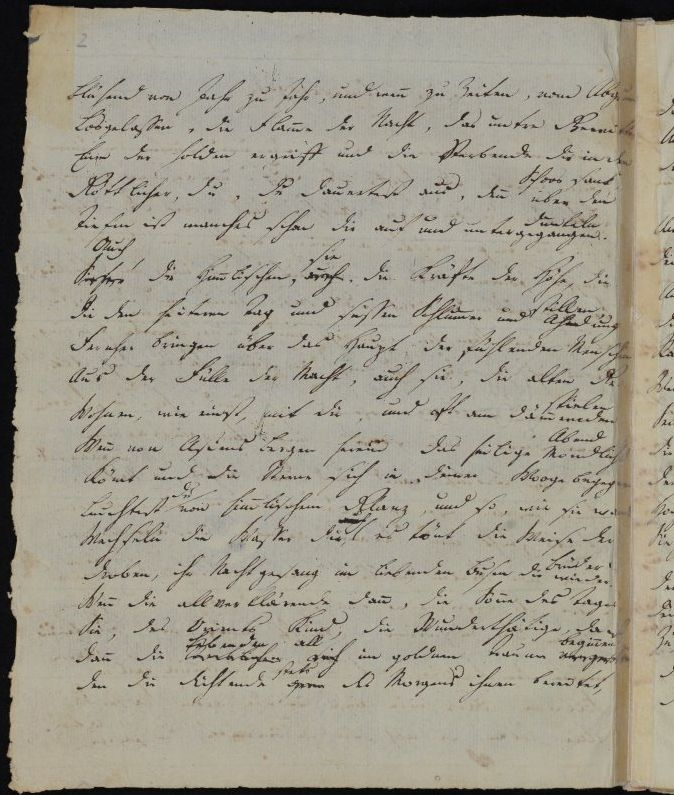
Seite 2 des Manuskripts, Vers 20–38.

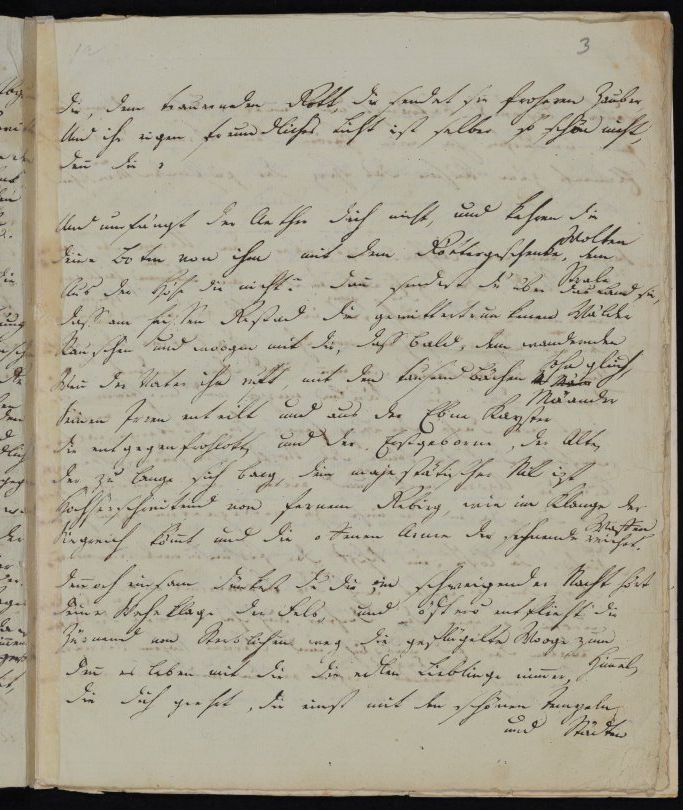
Seite 3 des Manuskripts, Vers 39–40 und 43–58; Verse 41 und 42 fehlen in diesem Manuskript.

Zwischen den Himmelskörpern, den „alten Gespielen“ (Vers 28) des Archipelagus, und dem Meer waltet Sympathie. Das „heilige Mondlicht“ und die Sterne leuchten auf der „Wooge“ in „himmlischem Glanz“ wider, die durch die Bewegung der Himmelskörper entstehende Sphärenharmonie klingt „im liebenden Busen“ des Meeres wider. Gemäß den Mondphasen „wechseln die Wasser“ (Vers 33) in Ebbe und Flut. Die Sonne sendet dem „trauernden Gott“ Freude und als „Liebeszeichen“ ihr Spiegelbild. Das Umfangenwerden des Archipelagus vom „Äther“ (Vers 40), der All-Natur mit Betonung des Geistigen in der Natur, deutet „den innigen Zusammenhang von Natur und Geist“ an. Das Miteinander von Archipelagus-Meer-Land und Äther-Geist wird entfaltet. Vom Meer verdunstet das Wasser und kondensiert sich in Wolken, den „Boten“ des Archipelagus, die blitzgeladen über das Land treiben und das Wasser regnen lassen, so dass die Flüsse schwellen und in die „offenen Arme“ des Meeres eilend den Kreis schließen. Die Nennung der Flüsse weitet die Oikumene. „Kayster“, heute Kleiner Mäander, und „Mäander“, heute Großer Mäander, sind Flüsse im westlichen Kleinasien; die „Irren“ (Vers 49) des letzteren haben dem „Mäander“ der Geographie und der Ornamentik den Namen gegeben. Der Nil war der „Erstgeborne“ des Okeanos und der Titanin Tethys. Dass er „zu lange sich barg“, spielt auf die Unbekanntheit seiner Quellen im Altertum an. Warum aber trauert der Archipelagus, der Inseln entstehen und vergehen lässt und Wasser spendet und empfängt?
0000Dennoch einsam dünkest du dir; in schweigender Nacht hört

0550Deine Weheklage der Fels, und öfters entflieht dir

0000Zürnend von Sterblichen weg die geflügelte Wooge zum Himmel,

0000Denn es leben mit dir die edlen Lieblinge nimmer,

0000Die dich geehrt, die einst mit den schönen Tempeln und Städten

0000Deine Gestade bekränzt, und immer suchen und missen,

0600Immer bedürfen ja, wie Heroën den Kranz, die geweihten

0000Elemente zum Ruhme das Herz der fühlenden Menschen.
Den Blick zurück vorbereitend, wird ein Defizit konstatiert: Jene Kultur „mit den schönen Tempeln und Städten“ ist vergangen, die mit der alles durchdringenden Gott-Natur im Einklang, mit allem Bestehenden durch ein heiliges Band verflochten war. Auch in Brod und Wein werden „die schönen Tempel und Städte“ Griechenlands genannt. Ähnlich wie in Der Archipelagus heißt es dort (Vers 59) „Aber die Thronen, wo? die Tempel, und wo die Gefäße“ und (Vers 99–100) „Aber wo sind sie? wo blühn die Bekannten, die Kronen des Festes? Thebe welkt und Athen“. Die rühmende Bejahung durch die Menschen, „die notwendige Wechselbeziehung zwischen Natur und Mensch“ vermisst der Archipelagus. Ganz nah bei den Versen 60–61 hier heißt es in der Hymne Der Rhein von 1801:„und bedürfen / Die Himmlischen eines Dings, / So sinds Heroën und Menschen / Und Sterbliche sonst.“

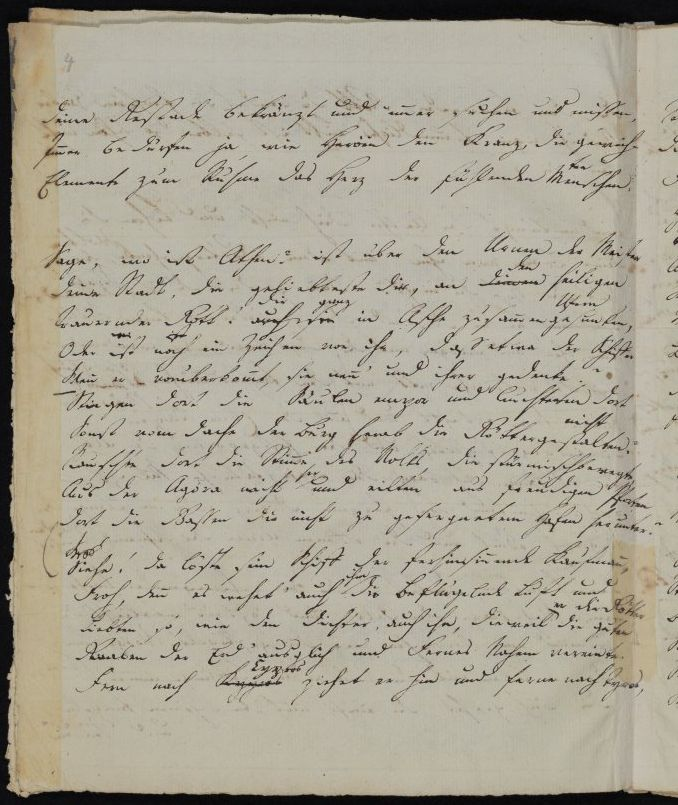
Seite 4 des Manuskripts, Vers 59–76.

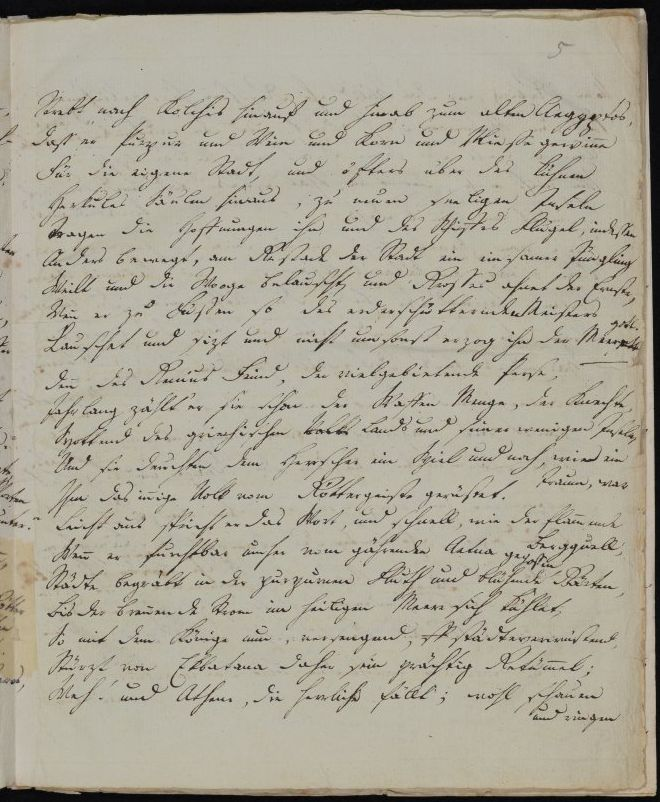
Seite 5 des Manuskripts, Vers 77–97

#### Mittelteil (Vers 62–199)
Der Mittelteil beginnt wieder mit drängenden Fragen an den Archipelagus, unter Betonung seiner Liebe zu Athen (Vers 62–64): „Sage, wo ist Athen? ist über den Urnen der Meister / Deine Stadt, die geliebteste dir, an den heiligen Ufern, / Trauernder Gott! dir ganz in Asche zusammengesunken <...>?“ Das verlorene Athen der ersten Strophe ist nicht das einer bestimmten historischen Epoche. Erst im Übergang zur zweiten Strophe wird es als das Athen vor den Perserkriegen bestimmbar.
0000Sage, wo ist Athen? ist über den Urnen der Meister

0000Deine Stadt, die geliebteste dir, an den heiligen Ufern,

0000Trauernder Gott! dir ganz in Asche zusammengesunken,

0650Oder ist noch ein Zeichen von ihr, daß etwa der Schiffer,

0000Wenn er vorüberkommt, sie nenn' und ihrer gedenke?

0000Stiegen dort die Säulen empor und leuchteten dort nicht

0000Sonst vom Dache der Burg herab die Göttergestalten?

0000Rauschte dort die Stimme des Volks, die stürmischbewegte,

0700Aus der Agora nicht her, und eilten aus freudigen Pforten

0000Dort die Gassen dir nicht zu geseegnetem Hafen herunter?

0000Siehe! da löste sein Schiff der fernhinsinnende Kaufmann,

0000Froh, denn es wehet' auch ihm die beflügelnde Luft und die Götter

0000Liebten so, wie den Dichter, auch ihn, dieweil er die guten

0750Gaaben der Erd' ausglich und Fernes Nahem vereinte.

0000Fern nach Cypros ziehet er hin und ferne nach Tyros,

0000Strebt nach Kolchis hinauf und hinab zum alten Aegyptos,

0000Daß er Purpur und Wein und Korn und Vließe gewinne

0000Für die eigene Stadt, und öfters über des kühnen

0800Herkules Säulen hinaus, zu neuen seeligen Inseln

0000Tragen die Hoffnungen ihn und des Schiffes Flügel, indessen

0000Anders bewegt, am Gestade der Stadt ein einsamer Jüngling

0000Weilt und die Wooge belauscht, und Großes ahndet der Ernste

0000Wenn er zu Füßen so des erderschütternden Meisters

0850Lauschet und sitzt, und nicht umsonst erzog ihn der Meergott.
Es wird ex negativo charakterisiert. Die prächtige „Burg“ (die Akropolis), die prächtige (auf der Mittelsilbe betonte) „Agora“ (Vers 70), das zahlreiche Volk, metonym repräsentiert durch die „Gassen“, die „zu geseegnetem Hafen herunter“ eilen – sind nicht mehr. Für die Gesamtheit des „Volks“ stehen der „fernhinsinnende Kaufmann“ (Vers 72) und ein „einsamer Jüngling“ (Vers 82). Der Kaufmann schifft, die Oikumene noch einmal ausdehnend, von Zypern mit seinem „Cypriertrank“ (Vers 17) zur phönizischen Purpurstadt Tyros an der Ostküste des Mittelmeers, von Kolchis an der Ostküste des Schwarzen Meeres, das „Vließe“, Tierfelle liefert, zur „Korn“kammer (Vers 78) des Mittelmeerraumes „Aegyptos“, ja sogar über „des kühnen Herkules Säulen“, die Säulen des Herakles an der Straße von Gibraltar, hinaus zu den „seeligen Inseln“, von denen Herakles die Äpfel der Hesperiden holte, vielleicht den Kanarischen Inseln. Der einsame Jüngling sinnt am Ufer des Meeres. Beide sind dem Archipelagus verbunden: „Indes der einsame Jüngling die erderschütternde Woge belauscht, tauscht der Kaufmann die Schätze der Erde über die Weiten des Meeres hin.“ Der Jüngling ist eine Anspielung auf Themistokles, und das Große, das er „ahndet“ und zu dem ihn der Meergott erzog, ist seine Tätigkeit als athenischer Staatsmann und Feldherr in den Perserkriegen. Damit lenkt das Gedicht vom geschichtslosen Bild der verlorenen Stadt zu historischem Geschehen über. Die folgenden fünf Strophen schildern den Untergang Athens im Jahr 480 v. Chr.; die Seeschlacht bei Salamis im selben Jahr; die Niederlage der Perser aus deren Sicht; die Rückkehr der Athener; und den Wiederaufbau unter Perikles ab 447 v. Chr. „In großartiger Vollendung steht diese Schilderung eines historischen Ereignisses weit über allen gleichartigen Versuchen in deutscher Sprache und Dichtung.“
0000Denn des Genius Feind, der vielgebietende Perse,

0000Jahrlang zählt' er sie schon, der Waffen Menge, der Knechte,

0000Spottend des griechischen Lands und seiner wenigen Inseln,

0000Und sie deuchten dem Herrscher ein Spiel, und noch, wie ein Traum, war

0900Ihm das innige Volk, vom Göttergeiste gerüstet.

0000Leicht aus spricht er das Wort und schnell, wie der flammende Bergquell,

0000Wenn er furchtbar umher vom gärenden Aetna gegossen,

0000Städte begräbt in der purpurnen Fluth und blühende Gärten,

0000Bis der brennende Strom im heiligen Meere sich kühlet,

0950So mit dem Könige nun, versengend, städteverwüstend,

0000Stürzt von Ekbatana daher sein prächtig Getümmel;

0000Weh! und Athene, die herrliche, fällt; wohl schauen und ringen

0000Vom Gebirg, wo das Wild ihr Geschrei hört, fliehende Greise

0000Nach den Wohnungen dort zurück und den rauchenden Tempeln;

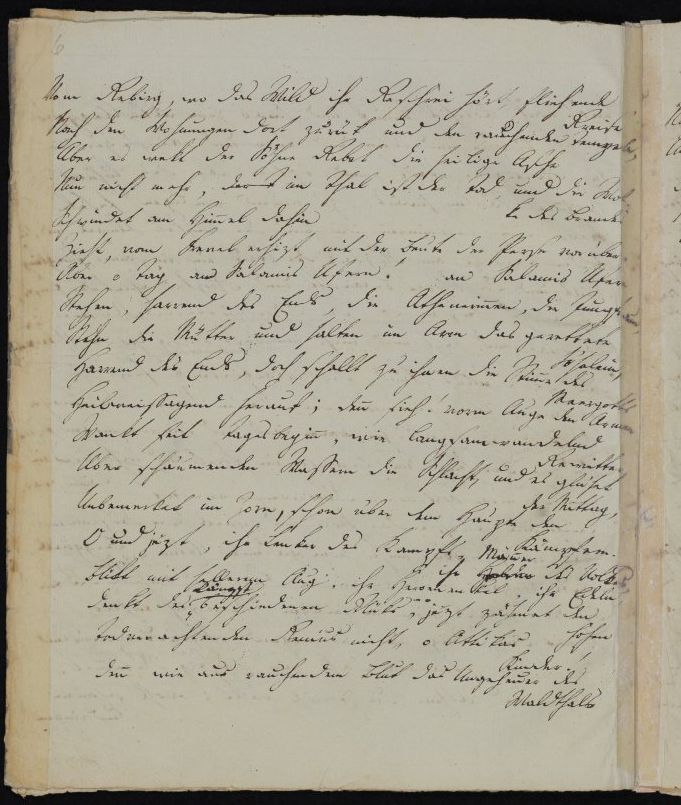
Seite 6 des Manuskripts, Vers 98–117 mit Abweichungen von der Stuttgarter Ausgabe.

1000Aber es wekt der Söhne Gebet die heilige Asche

0000Nun nicht mehr, im Thal ist der Tod, und die Wolke des Brandes

0000Schwindet am Himmel dahin, und weiter im Lande zu erndten,

0000Zieht, vom Frevel erhizt, mit der Beute der Perse vorüber.
In der Schlacht bei Marathon, deren das Gedicht später gedenkt (Vers 282), hatten die Athener 490 v. Chr. einen ersten persischen Angriff zur Zeit des Großkönigs Dareios I. abgewehrt. Im Jahr 480 v. Chr. folgte der großangelegte Eroberungsversuch von Dareios’ Sohn und Nachfolger Xerxes I. Er ist der „Perse“, wie Hölderin ihn mit einer damals üblichen Namensform nennt, „der vielgebietende Perse“, nach Herodot mit einem Heer von über 5 Millionen Kriegern. Von seiner Residenz „Ekbatana“ (auf der dritten Silbe betont; Vers 96) brach er auf. Nachdem er ein griechisches Heer unter dem Spartanerkönig Leonidas I. in der Schlacht bei den Thermopylen geschlagen hatte, deren das Gedicht ebenfalls später gedenkt (Vers 286), konnte er das gemäß dem Plan des Themistokles von den Einwohnern verlassene Athen „versengend, städtverwüstend“ plündern und zerstören. Die Perser erscheinen als der „Herrscher“ (Vers 89), der König, seine „Knechte“ und die „Menge“ (Vers 87) an Kriegsmaterial, als „dumpfe Gewalt, geistlose Macht“, „ein barbarisch-naturfernes und deshalb die Natur wie sich selbst unterdrückendes Menschentum“. Die Griechen dagegen erscheinen als der „Genius“ (Vers 86), „das innige Volk, vom Göttergeiste gerüstet“ (Vers 90), „von dem Geiste gerüstet, der von der stärkenden und inspirierenden Verbundenheit mit der ‚göttlichen‘ Natur des Archipelagus ausgeht“.
0000Aber an Salamis Ufern, o Tag an Salamis Ufern!

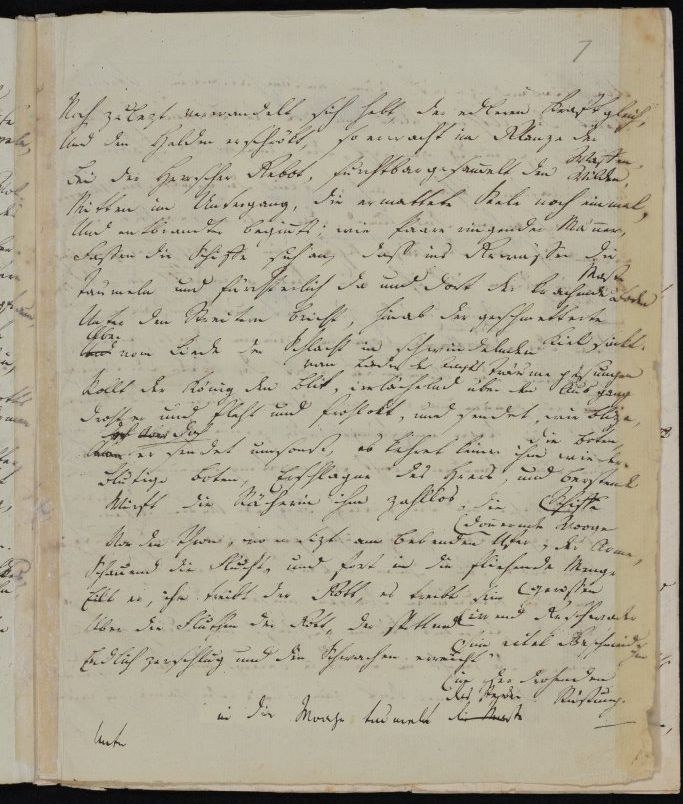
Seite 7 des Manuskripts, Vers 118–135.

1050Harrend des Endes stehn die Athenerinnen, die Jungfraun,

0000Stehn die Mütter, wiegend im Arm das gerettete Söhnlein,

0000Aber den Horchenden schallt von Tiefen die Stimme des Meergotts

0000Heilweissagend herauf, es schaun die Götter des Himmels

0000Wägend und richtend herab, denn dort an den bebenden Ufern

1100Wankt seit Tagesbeginn, wie langsamwandelnd Gewitter,

0000Dort auf schäumenden Wassern die Schlacht, und es glühet der Mittag,

0000Unbemerket im Zorn, schon über dem Haupte den Kämpfern.

0000Aber die Männer des Volks, die Heroënenkel, sie walten

0000Helleren Auges jezt, die Götterlieblinge denken

1150Des beschiedenen Glüks, es zähmen die Kinder Athenes

0000Ihren Genius, ihn, den todverachtenden, jetzt nicht.

0000Denn wie aus rauchendem Blut das Wild der Wüste noch einmal

0000Sich zulezt verwandelt erhebt, der edleren Kraft gleich,

0000Und den Jäger erschrökt; kehrt jezt im Glanze der Waffen,

1200Bei der Herrscher Gebot, furchtbargesammelt den Wilden,

0000Mitten im Untergang die ermattete Seele noch einmal.

0000Und entbrannter beginnts; wie Paare ringender Männer

0000Fassen die Schiffe sich an, in die Wooge taumelt das Steuer,

0000Unter den Streitern bricht der Boden und Schiffer und Schiff sinkt.
Bei Salamis siegt die griechische Welt des Einklangs mit der Gott-Natur über die persische Welt der Widernatur; die „Männer des Volks“ (Vers 113) siegen über die „Knechte“ (Vers 87). Der Meergott selbst verkündet den frommen Athenerinnen „heilweissagend“ (Vers 108) den Sieg. In der Zeit der französischen Revolution gestaltet Hölderlin seine Bejahung der Demokratie und Ablehnung der Monarchie. „Die Strophe ist als Ein gewaltiges Crescendo auf das letzte Wort hin angelegt, auf das heroisch aufgebeugte sinkt. Danach verstummt die Sprache im Strophenübergang.“
1250Aber in schwindelnden Traum vom Liede des Tages gesungen

0000Rollt der König den Blik; irrlächelnd über den Ausgang

0000Droht er, und fleht, und frohlokt, und sendet, wie Blize, die Boten.

0000Doch er sendet umsonst, es kehret keiner ihm wieder.

0000Blutige Boten, Erschlagne des Heers, und berstende Schiffe,

1300Wirft die Rächerin ihm zahllos, die donnernde Wooge

0000Vor den Thron, wo er sizt am bebenden Ufer, der Arme

0000Schauend die Flucht, und fort in die fliehende Menge gerissen,

0000Eilt er, ihn treibt der Gott, es treibt sein irrend Geschwader

0000Über die Fluthen der Gott, der spottend sein eitel Geschmeid ihm

1350Endlich zerschlug und den Schwachen erreicht' in der drohenden Rüstung.
Beschrieb die vorvorige Strophe (Vers 86–103) den Untergang Athens, so diese den Untergang der Perser. Nach Herodot beobachtete Xerxes die Seeschlacht vom Berg Αἰγάλεως, Egaleo aus, gegenüber der Insel Salamis. Was er sehen muss, noch in den „schwindelnden Traum“ persischer Hybris „gesungen“, nämlich „Erschlagne des Heers, und berstende Schiffe“ (Vers 129), schildert Hölderlin in Anlehnung an Aischylos’ Tragödie Die Perser. Dort klagt Xerxes, vom Chor nach seinen Kriegern gefragt:  „Ich verließ sie ja tot dort, / Vom Tyrierbord gestürzt, Salamis Strand nah: / An dem felsigen Inselgestad / Zerschellt von der Brandung! <...> Wehe, wehe, schauend / Zum verhaßten Athen, dem uralten hin, / Mit Well' und Welle gegen das Gestad, / So treibt, so treibt sie die Brandung auf und nieder!“ Wie bei Aischylos die Brandung die Leichen auf und nieder treibt, so „treibt“ bei Hölderlin „der Gott“, der Meergott selbst Xerxes und „sein irrend Geschwader über die Fluthen“ (Vers 133). Xerxes hatte nach Herodot zur Kriegsvorbereitung Brücken über den Hellespont schlagen und, als der Sturm sie zerstörte, das Meer mit dreihundert Geißelhieben züchtigen sowie ein Paar Fußfesseln im Meer versenken lassen. Die Rache des Meergotts ist „Rache der Natur an der gewalttätigen Widernatur“.
0000Aber liebend zurük zum einsamharrenden Strome

0000Kommt der Athener Volk und von den Bergen der Heimath

0000Woogen, freudig gemischt, die glänzenden Scharen herunter

0000Ins verlassene Thal, ach! gleich der gealterten Mutter,

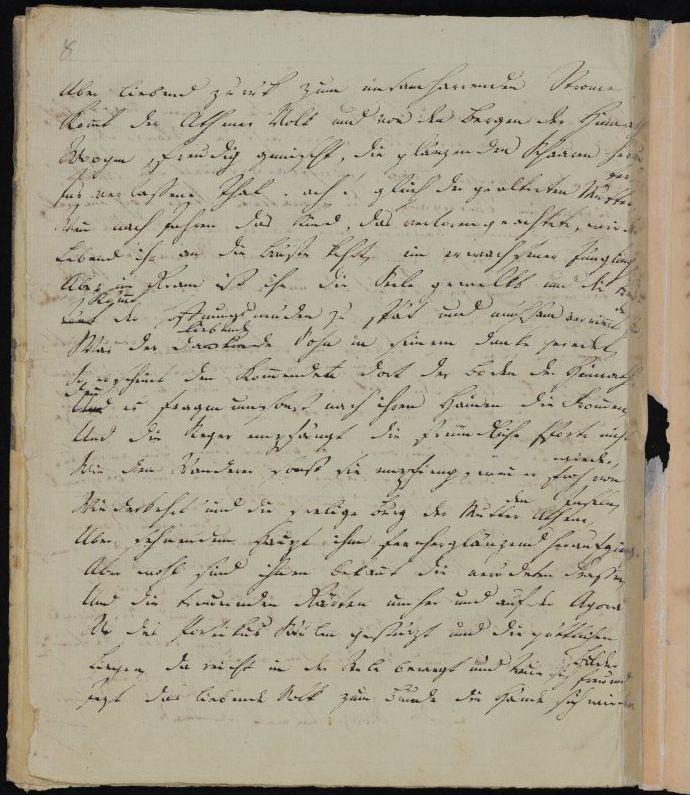
Seite 8 des Manuskripts, Vers 136–155

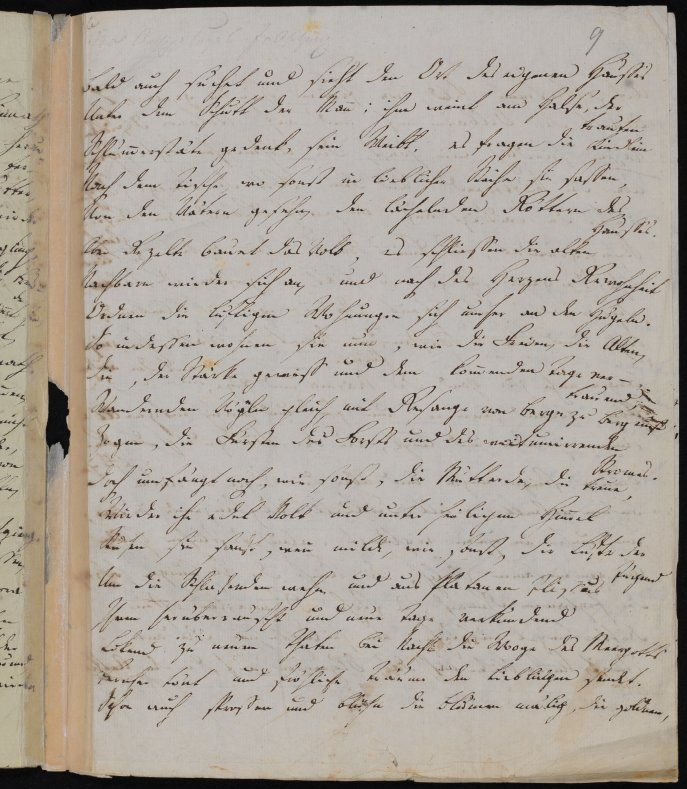
Seite 9 des Manuskripts, Vers 156–175

1400Wenn nach Jahren das Kind, das verlorengeachtete, wieder

0000Lebend ihr an die Brüste kehrt, ein erwachsener Jüngling,

0000Aber im Gram ist ihr die Seele gewelkt und die Freude

0000Kommt der hoffnungsmüden zu spät und mühsam vernimmt sie,

0000Was der liebende Sohn in seinem Danke geredet;

1450So erscheint den Kommenden dort der Boden der Heimath.

0000Denn es fragen umsonst nach ihren Hainen die Frommen,

0000Und die Sieger empfängt die freundliche Pforte nicht wieder,

0000Wie den Wanderer sonst sie empfieng, wenn er froh von den Inseln

0000Wiederkehrt' und die seelige Burg der Mutter Athene

1500Über sehnendem Haupt ihm fernherglänzend heraufging.

0000Aber wohl sind ihnen bekannt die verödeten Gassen

0000Und die trauernden Gärten umher und auf der Agora,

0000Wo des Portikus Säulen gestürzt und die göttlichen Bilder

0000Liegen, da reicht in der Seele bewegt, und der Treue sich freuend

1550Jezt das liebende Volk zum Bunde die Hände sich wieder.

0000Bald auch suchet und sieht den Ort des eigenen Haußes

0000Unter dem Schutt der Mann; ihm weint am Halse, der trauten

0000Schlummerstäte gedenk, sein Weib, es fragen die Kindlein

0000Nach dem Tische, wo sonst in lieblicher Reihe sie saßen,

1600Von den Vätern gesehn, den lächelnden Göttern des Haußes.

0000Aber Gezelte bauet das Volk, es schließen die alten

0000Nachbarn wieder sich an, und nach des Herzens Gewohnheit

0000Ordnen die luftigen Wohnungen sich umher an den Hügeln.

0000So indessen wohnen sie nun, wie die Freien, die Alten,

1650Die, der Stärke gewiß und dem kommenden Tage vertrauend,

0000Wandernden Vögeln gleich, mit Gesange von Berge zu Berg' einst

0000Zogen, die Fürsten des Forsts und des weitumirrenden Stromes.

0000Doch umfängt noch, wie sonst, die Muttererde, die treue,

0000Wieder ihr edel Volk, und unter heiligem Himmel

1700Ruhen sie sanft, wenn milde, wie sonst, die Lüfte der Jugend

0000Um die Schlafenden wehn, und aus Platanen Ilissus

0000Ihnen herüberrauscht, und neue Tage verkündend,

0000Lockend zu neuen Thaten, bei Nacht die Wooge des Meergotts

0000Fernher tönt und fröhliche Träume den Lieblingen sendet.

1750Schon auch sprossen und blühn die Blumen mälig, die goldnen

0000Auf zertretenem Feld, von frommen Händen gewartet,

0000Grünet der Ölbaum auf, und auf Kolonos Gefilden

0000Nähren friedlich, wie sonst, die Athenischen Rosse sich wieder.
„Liebend“ kehren die Athener „zum einsamharrenden Strome“ zurück, dem Ilissus, eigentlich einem Bach. Von Liebe spricht auch „das wunderbar schlichte Gleichnis vom verlorenen Sohn und der gealterten Mutter“. Mit dem „ach!“ klinkt es sich aus dem Text aus; zwischen das „gleich der gealterten Mutter“ (das heißt „wie die gealterte Mutter“, Vers 139) und das korrespondierende „so“ (Vers 145) sind in komplizierter Syntax selbständige Sätze geschaltet. In drei Gruppen zu je fünf Versen wird die Heimkehr zentripetal erzählt. Zunächst sind die Heimkehrer noch außerhalb der zerstörten freundlichen Pforten, der Stadttore (Vers 146–150). „Aber wohl sind ihnen bekannt die verödeten Gassen“ im Innern der Stadt, die „trauernden Gärten“ und die „Agora“, wo ein neuer Liebesbund geschlossen wird (Vers 151–155). Die dritte Fünfergruppe schließlich (Vers 156–160) führt zum „Ort des eigenen Haußes“, zu Weib und Kindern. Von außen nach innen werden auch die Götterbilder genannt. „Fernherglänzend“ (Vers 150) stand früher der Parthenon der Stadtgöttin Athene auf der Akropolis. Auf der Agora liegen „die göttlichen Bilder“ (Vers 153) gestürzt. Die „Kindlein“ schließlich wurden von „den lächelnden Göttern des Haußes“ (Vers 160) gesehen. In der Erinnerung an das, was nicht mehr ist, kann der Wiederaufbau beginnen. Er bleibt der Vergangenheit verpflichtet – „nach des Herzens Gewohnheit“ ordnen sich die Wohnungen, „wie sonst“ heißt es dreimal – und harmoniert mit dem Archipelagus, mit „der Muttererde“ (Vers 168), dem „heiligen Himmel“ (Vers 169), den Lüften der Jugend (Vers 170) und den „Platanen“ am „Ilissus“ (Vers 171). Vor allem aber hören die Zurückgekehrten „bei Nacht die Wooge des Meergotts“, die „neue Tage“ verkündet und „fröhliche Träume“ sendet. Mit der Erholung der biologischen Welt, der „Blumen“, des Ölbaums, der Pferde der Gemeinde „Kolonos“ (auf der Mittelsilbe betont; Ίππειος Κολωνός, Pferdehügel) schließt die Rückkehrstrophe.
0000Aber der Muttererd' und dem Gott der Wooge zu Ehren

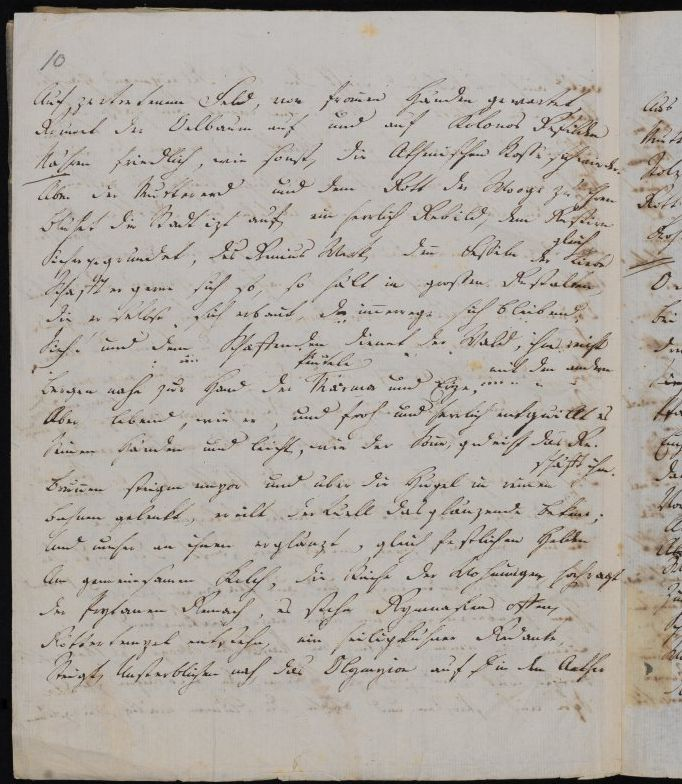
Seite 10 des Manuskripts, Vers 176–194.

1800Blühet die Stadt itzt auf, ein herrlich Gebild, dem Gestirn gleich

0000Sichergegründet, des Genius Werk, denn Fesseln der Liebe

0000Schafft er gerne sich so, so hält in großen Gestalten,

0000Die er selbst sich erbaut, der immerrege sich bleibend.

0000Sieh! und dem Schaffenden dienet der Wald, ihm reicht mit den andern

1850Bergen nahe zur Hand der Pentele Marmor und Erze,

0000Aber lebend, wie er, und froh und herrlich entquillt es

0000Seinen Händen, und leicht, wie der Sonne, gedeiht das Geschäfft ihm.

0000Brunnen steigen empor und über die Hügel in reinen

0000Bahnen gelenkt, ereilt der Quell das glänzende Becken;

1900Aber umher an ihnen erglänzt, gleich festlichen Helden

0000Am gemeinsamen Kelch, die Reihe der Wohnungen, hoch ragt

0000Der Prytanen Gemach, es stehn Gymnasien offen,

0000Göttertempel entstehn, ein heiligkühner Gedanke

0000Steigt, Unsterblichen nah, das Olympion auf in den Äther

1950Aus dem seeligen Hain; noch manche der himmlischen Hallen!

0000Mutter Athene, dir auch, dir wuchs dein herrlicher Hügel

0000Stolzer aus der Trauer empor und blühte noch lange,

0000Gott der Woogen und dir, und deine Lieblinge sangen

0000Frohversammelt noch oft am Vorgebirge den Dank dir.
Die kriegerischen Ereignisse zwischen der Schlacht bei Salamis 480 v. Chr. und dem Kalliasfrieden 449/448 v. Chr. überspringend, schildert die Schlussstrophe des Mittelteils den Wiederaufbau Athens ab 447 v. Chr. Was historisch vor allem Perikles und der Bildhauer Phidias leisteten, ist im Gedicht das Werk des griechischen „Genius“ (Vers 181). Garant des Gelingens ist seine Liebesbeziehung zum Archipelagus. Ihm zu Ehren, „der Muttererd' und dem Gott der Wooge zu Ehren“ (Vers 179), und ihm zu „Liebe“ (Vers 181) schafft der Genius. Bereitwillig stellt der Archipelagus denn auch „Wald“ (Vers 184), den berühmten pentelischen Marmor vom Berg „Pentele“ und den „Quell“ für die Wasserversorgung (Vers 189) zur Verfügung. So entsteht „der Prytanen Gemach“, das Prytaneion, Sitz der obersten Verwaltungsbeamten, und entstehen „Gymnasien“, Sportstätten. So entstehen das „Olympion“, der Tempel des Zeus und größte Tempel des antiken Griechenland, daher „ein heiligkühner Gedanke“ (Vers 193), und Athenes „herrlicher Hügel“, die Akropolis. Weil dort außer Athene Poseidon verehrt wurde, „wuchs“ (Vers 196) die Akropolis auch dem „Gott der Woogen“ (Vers 198) „empor“. Anrede an ihn mit Erinnerung an seine Liebe zu Athen schließt den Mittelteil (Vers 198–199) – „Gott der Woogen und dir, und deine Lieblinge sangen / Frohversammelt noch oft am Vorgebirge den Dank dir“ – wie sie ihn eröffnete (Vers 62–64). Auf dem „Vorgebirge“ Kap Sounion besaß Poseidon einen Tempel.

#### Schlussteil (Vers 200–296)

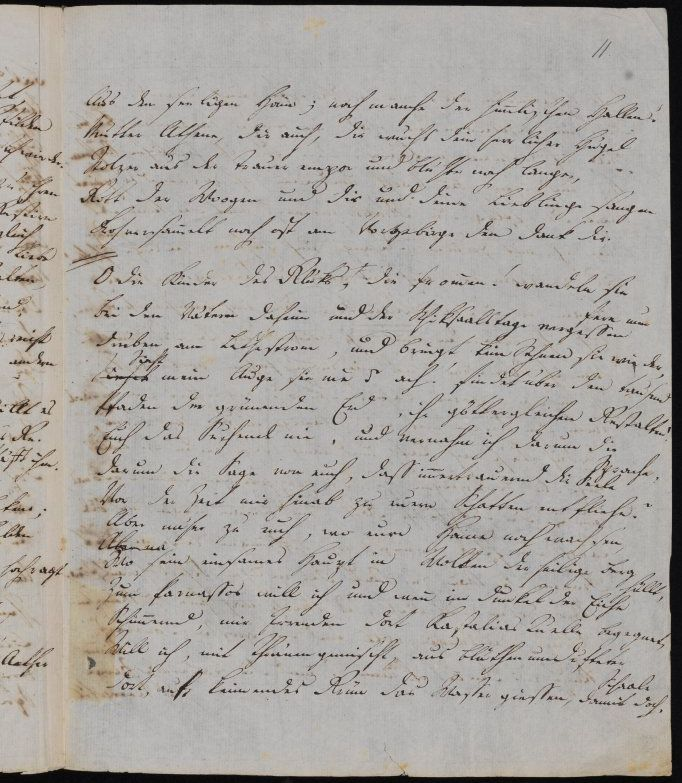
Seite 11 des Manuskripts, Vers 195–213.

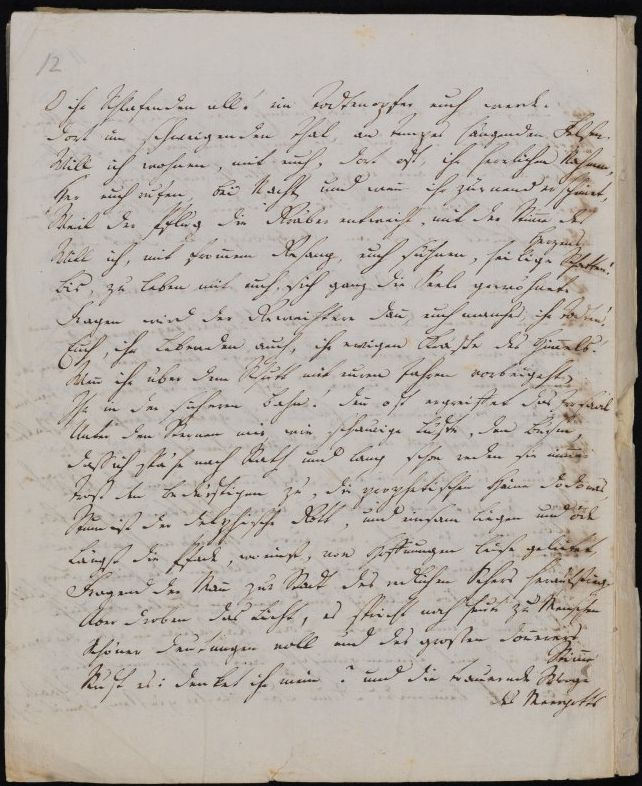
Seite 12 des Manuskripts, Vers 214–233.

Athen ist untergegangen. Jäh wird sich das „Ich“ (Vers 205) der Distanz von der griechischen Vergangenheit bewusst. Die Begeisterung schlägt in Trauer um. Leidenschaftlich-sehnsüchtig fragt das „Ich“ nach der Endgültigkeit des Verlusts. Wird es „immertrauernd“ (Vers 206) bleiben?
2000O die Kinder des Glüks, die frommen! wandeln sie fern nun

0000Bei den Vätern daheim und der Schicksaalstage vergessen,

0000Drüben am Lethestrom, und bringt kein Sehnen sie wieder,

0000Sieht mein Auge sie nie? ach! findet über den tausend

0000Pfaden der grünenden Erd', ihr göttergleichen Gestalten!

2050Euch das Suchende nie, und vernahm ich darum die Sprache,

0000Darum die Sage von euch, daß immertrauernd die Seele

0000Vor der Zeit mir hinab zu euern Schatten entfliehe?
In mehreren Ansätzen, die jeweils mit „Aber“ eingeleitet werden, ringt es um Hoffnung.
0000Aber näher zu euch, wo eure Haine noch wachsen,

0000Wo sein einsames Haupt in Wolken der heilige Berg hüllt,

2100Zum Parnassos will ich, und wenn im Dunkel der Eiche

0000Schimmernd, mir Irrenden dort Kastalias Quelle begegnet,

0000Will ich, mit Thränen gemischt, aus blüthenumdufteter Schaale

0000Dort, auf keimendes Grün, das Wasser gießen, damit doch,

0000O ihr Schlafenden all! ein Totenopfer euch werde.

2150Dort im schweigenden Thal, an Tempes hängenden Felsen,

0000Will ich wohnen mit euch, dort oft, ihr herrlichen Nahmen!

0000Her euch rufen bei Nacht, und wenn ihr zürnend erscheinet,

0000Weil der Pflug die Gräber entweiht, mit der Stimme des Herzens

0000Will ich, mit frommem Gesang euch sühnen, heilige Schatten!

2200Bis zu leben mit euch, sich ganz die Seele gewöhnet.

0000Fragen wird der Geweihtere dann euch manches, ihr Todten!

0000Euch, ihr Lebenden auch, ihr hohen Kräfte des Himmels,

0000Wenn ihr über dem Schutt mit euren Jahren vorbeigeht,

0000Ihr in der sicheren Bahn! denn oft ergreiffet das Irrsaal

2250Unter den Sternen mir, wie schaurige Lüfte, den Busen,

0000Daß ich spähe nach Rath, und lang schon reden sie nimmer

0000Trost den Bedürftigen zu, die prophetischen Haine Dodonas,

0000Stumm ist der delphische Gott, und einsam liegen und öde

0000Längst die Pfade, wo einst, von Hoffnungen leise geleitet,

2300Fragend der Mann zur Stadt des redlichen Sehers heraufstieg.
„Aber näher zu euch“ (Vers 208) verlangend, den Kindern des Glücks am vergessenmachenden „Lethestrom“ (Vers 202), evoziert das „Ich“ griechische Orte, zuerst (Vers 210–214) Delphi am Fuß des „Parnassos“ (Vers 210). Aus „Kastalias Quelle“ (Vers 211) will es dort den chthonischen Göttern „ein Todtenopfer“ (Vers 214) darbringen, wie der Chorführer im Ödipus auf Kolonos des Sophokles es beschreibt: „Zuerst schöpf Wasser aus dem heiligen Quell, / Dem unversiegbaren, mit frommer Hand. <...> Da stehen Krüge, eines Künstlers Werke. Umkränze deren Rand und beide Henkel. <...> Gieß Guß auf Guß, nach Osten hin gewandt. <...> Wasser und Honig, aber keinen Wein. <...> Leg Ölbaumzweige, dreimal neun, beidhändig / Darüber und verrichte dein Gebet.“  Aus dem „Dunkel der Eiche“ (Vers 210) am Panassos wandert die Phantasie des „Irrenden“ (Vers 211) in das von „hangenden Felsen“ begrenzte, tief eingeschnittene Tempetal in Thessalien zwischen dem Olymp und dem Ossa (Vers 215–219). Aber zur Verlebendigung der „Kinder des Glüks“ (Vers 200), der „göttergleichen Gestalten“ (Vers 204) führt die imaginäre Wanderung nicht. Vielmehr spricht das „Ich“ jetzt seine innerste Not aus, „denn oft ergreifet das Irrsaal <...> mir, wie schaurige Lüfte, den Busen“ (Vers 224–225), als fühlte Hölderlin seine beginnende Psychose. „Diese existenzauflösende Melancholie des sich in der Erinnerung beinahe Verblutenden ist eine Problematik, die Hölderlin immer wieder erlitten hat und um die seine dichterische Selbstreflexion vor allem im Spätwerk kreist.“ Auch griechische Orakel wissen dem „Bedürftigen“ keinen „Rath“ oder „Trost“ (Vers 226–227), weder „Dodona“ (Vers 227), wo Zeus weissagte, noch „Delphi“ (Vers 228) mit dem Orakel des Apollon noch Theben, die Stadt „des redlichen Sehers“ (Vers 230) Teiresias.
0000Aber droben das Licht, es spricht noch heute zu Menschen,

0000Schöner Deutungen voll und des großen Donnerers Stimme

0000Ruft es: denket ihr mein? und die trauernde Woge des Meergotts

0000Hallt es wider: gedenkt ihr nimmer meiner, wie vormals?

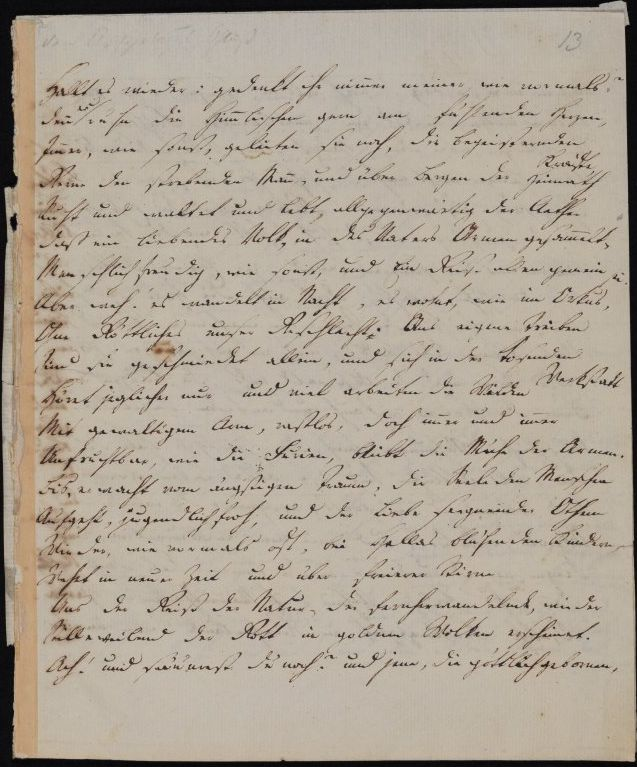
Seite 13 des Manuskripts, Vers 234–253.

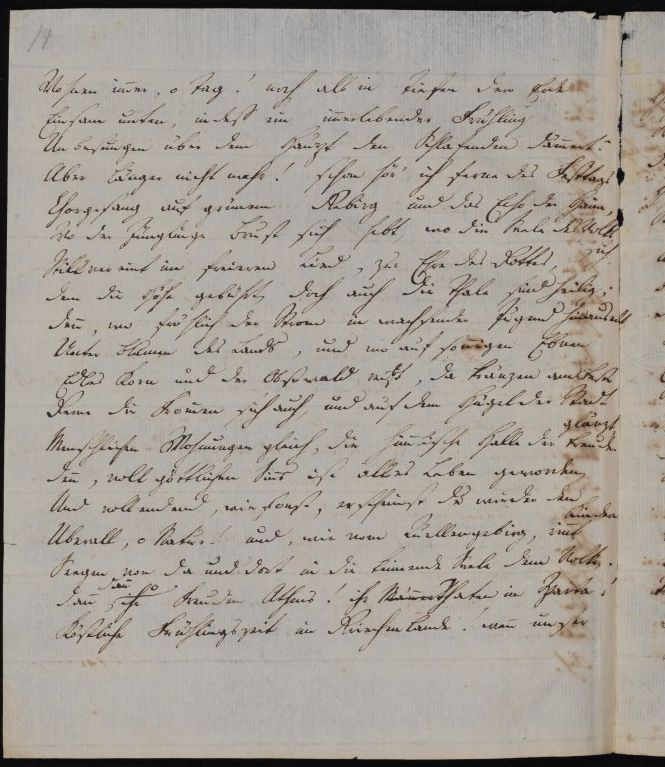
Seite 14 des Manuskripts, Vers 254–272.

2350Denn es ruhn die Himmlischen gern am fühlenden Herzen;

0000Immer, wie sonst, geleiten sie noch, die begeisternden Kräfte,

0000Gerne den strebenden Mann und über Bergen der Heimath

0000Ruht und waltet und lebt allgegenwärtig der Aether,

0000Daß ein liebendes Volk in des Vaters Armen gesammelt,

2400Menschlich freudig, wie sonst, und Ein Geist allen gemein sei.
„Aber droben das Licht,“ rafft sich das „Ich“ in einem zweiten Ansatz wieder auf (Vers 231). Die ewige – pantheistisch gesehene – Natur, das Licht, der Meergott, die „Himmlischen“ (Vers 235), „allgegenwärtig der Aether“ (Vers 238), mit dem Terminus des Gedichts der Archipelagus: sie leben, schenken begeisternde (Vers 236) Inspiration und ersehnen ihrerseits ähnlich wie im Eingangsteil (Vers 60–61) ein „liebendes Volk“ (Vers 239): „Denn es ruhn die Himmlischen gern am fühlenden Herzen“ (Vers 235). Für einen Augenblick verblasst das Gefühl des Verlustes.
0000Aber weh! es wandelt in Nacht, es wohnt, wie im Orkus,

0000Ohne Göttliches unser Geschlecht. Ans eigene Treiben

0000Sind sie geschmiedet allein, und sich in der tosenden Werkstatt

0000Höret jeglicher nur und viel arbeiten die Wilden

2450Mit gewaltigem Arm, rastlos, doch immer und immer

0000Unfruchtbar, wie die Furien, bleibt die Mühe der Armen.

0000Bis, erwacht vom ängstigen Traum, die Seele den Menschen

0000Aufgeht, jugendlich froh, und der Liebe seegnender Othem

0000Wieder, wie vormals oft, bei Hellas blühenden Kindern,

2500Wehet in neuer Zeit und über freierer Stirne

0000Uns der Geist der Natur, der fernherwandelnde, wieder

0000Stilleweilend der Gott in goldnen Wolken erscheinet.

0000Ach! und säumest du noch? und jene, die göttlichgebornen,

0000Wohnen immer, o Tag! noch als in Tiefen der Erde

2550Einsam unten, indes ein immerlebender Frühling

0000Unbesungen über dem Haupt den Schlafenden dämmert?
„Aber weh! es wandelt in Nacht, es wohnt, wie im Orkus, / Ohne Göttliches unser Geschlecht“. Die Vision „daß ein liebendes Volk in des Vaters Armen gesammelt <...> und Ein Geist allen gemein sei“  wird schroff unterbrochen durch das Entsetzen über die Gegenwart. So hatte schon Hyperion in seiner Scheltrede gegen die Deutschen am Ende des Briefromans geschrieben: „Barbaren von alters her, durch Fleiß und Wissenschaft und selbst durch Religion barbarischer geworden, tiefunfähig jedes göttlichen Gefühls. <...>  Es ist ein hartes Wort und dennoch sag' ichs, weil es Wahrheit ist: ich kann kein Volk mir denken, das zerrißner wäre, wie die Deutschen. Handwerker siehst du, aber keine Menschen, Denker, aber keine Menschen, Priester, aber keine Menschen, Herrn und Knechte, Jungen und gesezte Leute, aber keine Menschen.“ Die „Wilden“ des Gedichts (Vers 244) sind die „Barbaren“ in Hyperions Brief. Als Spezialisten engstirnig „ans eigene Treiben sind sie geschmiedet“ im Gedicht, „Handwerker“, „Denker“ oder „Priester“ ohne Sinn für allgemein Menschliches, ohne offenen Blick ins Weite sind sie im Brief; „ohne Göttliches“ im Gedicht, „tiefunfähig jedes göttlichen Gefühls“ im Brief. Schaffte der griechische „Genius“ (Vers 181) im Einklang mit der Natur nach den Perserkriegen „froh und herrlich“ (Vers 186) das neue Athen, so muss die „Mühe der Armen“ (Vers 246) in der mit der göttlichen Natur zerfallenen Gegenwart „unfruchtbar“ bleiben. Der Tiefpunkt der Depression ist erreicht. Aus ihm aber gelingt dem „Ich“ „in echter heroischer Dissonanz“ die Befreiung: „Bis, erwacht vom ängstigen Traum, die Seele den Menschen aufgeht“ (Vers 247–248). In Worten der Freude und Liebe siegt die Hoffnung: „jugendlich froh“, „der Liebe seegnender Othem“, „über freierer Stirne“, „in goldnen Wolken“. Zwar ist der „Tag“ (Vers 254) noch nicht da.
0000Aber länger nicht mehr! schon hör' ich ferne des Festtags

0000Chorgesang auf grünem Gebirg' und das Echo der Haine,

0000Wo der Jünglinge Brust sich hebt, wo die Seele des Volks sich

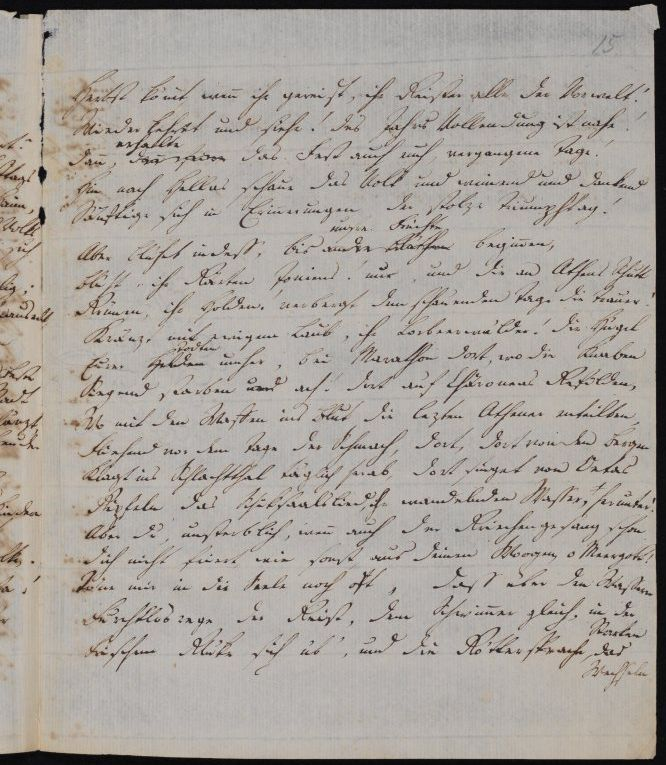
Seite 15 des Manuskripts, Vers 273–292.

2600Stillvereint im freieren Lied, zur Ehre des Gottes,

0000Dem die Höhe gebührt, doch auch die Thale sind heilig;

0000Denn, wo fröhlich der Strom in wachsender Jugend hinauseilt,

0000Unter Blumen des Lands, und wo auf sonnigen Ebnen

0000Edles Korn und der Obstwald reift, da kränzen am Feste

2650Gerne die Frommen sich auch, und auf dem Hügel der Stadt glänzt,

0000Menschlicher Wohnung gleich, die himmlische Halle der Freude.

0000Denn voll göttlichen Sinns ist alles Leben geworden,

0000Und vollendend, wie sonst, erscheinst du wieder den Kindern

0000Überall, o Natur! und, wie vom Quellengebirg, rinnt

2700Seegen von da und dort in die keimende Seele dem Volke.

0000Dann, dann, o ihr Freuden Athens! ihr Thaten in Sparta!

0000Köstliche Frühlingszeit im Griechenlande! wenn unser

0000Herbst kömmt, wenn ihr gereift, ihr Geister alle der Vorwelt!

0000Wiederkehret und siehe! des Jahrs Vollendung ist nahe!

2750Dann erhalte das Fest auch euch, vergangene Tage!

0000Hin nach Hellas schaue das Volk, und weinend und dankend

0000Sänftige sich in Erinnerungen der stolze Triumphtag!
„Aber länger nicht mehr!“ Das zur „reinen, hohen Vision des künftigen Festtags“ befreite „Ich“ hört „ferne des Festtags Chorgesang <...> zur Ehre des Gottes“ (Vers 257–258), zur Ehre des Archipelagus. Ihm sind Höhe und Tiefe, die grünen Gebirge (Vers 258), die Täler (Vers 261) und die „sonnigen Ebnen“ (Vers 263) heilig. Er befruchtet als „Strom“ (Vers 262) das Land, stiftet eine neue Kultur mit „Blumen“, „Korn“, „Obstwald“, einer „Halle der Freude“ (Vers 263–266) und lässt „wie vom Quellengebirg, <...> Seegen von da und dort in die keimende Seele dem Volke“ (Vers 269–270) rinnen. Mit dem emphatischen „Dann, dann“ (Vers 271) wird der Höhepunkt der Begeisterung erreicht. „Meisterhaft ist das Wesen der beiden griechischen Städte getroffen,“ Athens, Stadt der „Freuden“ blühender Kultur, und Spartas, Stadt kämpferischer „Thaten“.
„In neuer Zeit“ (Vers 250) sollen (oder werden) „unser Herbst“ und die „köstliche Frühlingszeit im Griechenlande“ einander entsprechen. Diese „Vollendung“ (Vers 274) ist nicht als Kopie Griechenlands gedacht. Der Herbst kann nicht Kopie des Frühlings sein. Wiederkehren wird nicht die „Vorwelt“; wiederkehren werden – der Vorstellung des Herbstes entsprechend „gereifter“ (Vers 273) – „die Geister der Vorwelt“. Das Tertium Comparationis zwischen erinnerter griechischer Vergangenheit und erhoffter eigenständiger Zukunft ist der „Geist der Natur“ (Vers 251), die liebende Harmonie von Natur und Menschenwelt. Ist sie gewonnen, „dann erhalte das Fest auch euch, vergangene Tage!“ Das „Dann“ (Vers 275) greift das „Dann, dann“ (Vers 271) steigernd wieder auf. „Mit der erfüllten Zukunft erst, die eine ganz eigene, authentische sein muß, wird zugleich auch die Vergangenheit erst vollkommen wiedererobert.“ Nicht übermütig triumphieren, sondern – nicht ohne Wehmut – „weinend und dankend“ sich sänftigen soll an diesem Tag (Vers 254, 257, 277) die Erinnerung.
0000Aber blühet indeß, bis unsre Früchte beginnen,

0000Blüht, ihr Gärten Ioniens! nur, und die an Athens Schutt

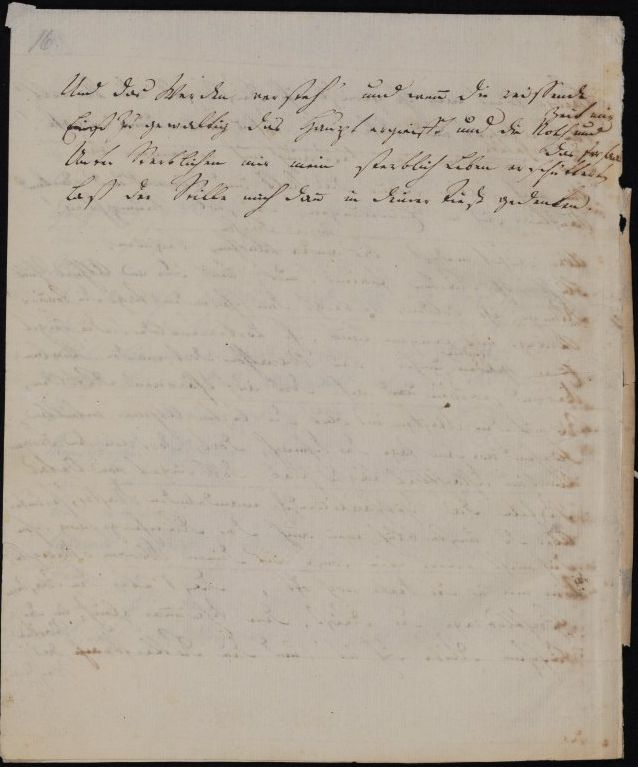
Seite 16 des Manuskripts, Vers 293–296.

2800Grünen, ihr Holden! verbergt dem schauenden Tage die Trauer!

0000Kränzt mit ewigem Laub, ihr Lorbeerwälder! die Hügel

0000Eurer Todten umher, bei Marathon dort, wo die Knaben

0000Siegend starben, ach! dort auf Chäroneas Gefilden,

0000Wo mit den Waffen ins Blut die lezten Athener enteilten,

2850Fliehend vor dem Tage der Schmach, dort, dort von den Bergen

0000Klagt ins Schlachttal täglich herab, dort singet von Oetas

0000Gipfeln das Schicksaalslied, ihr wandelnden Wasser, herunter!

0000Aber du, unsterblich, wenn auch der Griechengesang schon

0000Dich nicht feiert, wie sonst, aus deinen Woogen, o Meergott!

2900Töne mir in die Seele noch oft, daß über den Wassern

0000Furchtlosrege der Geist, dem Schwimmer gleich, in der Starken

0000Frischem Glücke sich üb' und die Göttersprache, das Wechseln

0000Und das Werden versteh', und wenn die reißende Zeit mir

0000Zu gewaltig das Haupt ergreift und die Noth und das Irrsaal

2950Unter Sterblichen mir mein sterblich Leben erschüttert,

0000Laß der Stille mich dann in deiner Tiefe gedenken.
Aus der gewonnenen, mit Wehmut gefärbten Gewissheit des künftigen Festtags empfängt das „Ich“ im „Abgesang“, der letzten Strophe des Gedichts, Gelassenheit beim Blick auf die Vergangenheit. Die Natur der „Gärten Ioniens“ umschlingt die in „Schutt“ geworfene Kunst Athens. „Lorbeerwälder“ überwachsen die Gräber der Gefallenen von „Marathon“ (Vers 282), der Schlacht von „Chäronea“ (Vers 283), in der Philipp II. von Makedonien 338 v. Chr. die griechischen Städte besiegte und ihre Freiheit beendete, und der Schlacht bei den Thermopylen, dem Engpass zwischen dem Meer und dem Oeta-Gebirge (Vers 286). Die „wandelnden Wasser“ (Vers 287) vom Oeta leiten über zur letzten Anrufung des „unsterblichen“ (Vers 288) Archipelagus. Sie entspricht der Anrufung der ersten Verse und rundet so das Gedicht. Der Anrede „dir“ des ersten Verses entspricht die Anrede „deiner“ des letzten. Aus seinem Walten über Untergang wie Aufgang empfängt das „Ich“ Hoffnung auf den künftigen Festtag einerseits und Hoffnung für sich selbst andererseits, wenn es das „Wechseln und das Werden“ (Vers 292–293) der göttlichen All-Natur versteht und sich darein zu ergeben vermag.

## Rezeption
Die Leser der ersten Hälfte des 19. Jahrhunderts äußern sich durchweg lobend, bisweilen panegyrisch, und werten die ihnen schwer zugänglichen Werke des psychisch kranken späten Hölderlin gegenüber dem Archipelagus ab. Der Vergleich findet sich schon in der frühesten erhaltenen Äußerung, die von Hölderlins ehemaligem Lehrer im Tübinger Stift Karl Philipp Conz stammt. Er fand 1805 „das erst vor kurzem im III. Heft der Huber'schen Unterhaltungen von Hölderlin gedrukte, wenn auch schon zu viel Spannung einer ans Kränkliche streifenden Sehnsucht verrathende Gedicht der Archipelagus“ viel besser als spätere, dunkle, oft ganz unverständliche Gedichte.
Ludwig Uhland schrieb 1822 während der Vorbereitung der von ihm und Gustav Schwab betreuten Gedichtausgabe von 1826: „Neuerlich las ich wieder den Archipelagus. Ein herrliches Gedicht!“ Ebenfalls im Zusammenhang mit der Gedichtausgabe meinte Hölderlins jüngerer Halbbruder Karl Gok, im Archipelagus spreche sich Hölderlins Liebe zu Griechenland „mit einer wahren Divinations Gabe“ aus.
Die 1826er Ausgabe zeitigte erstmals ausführlichere Würdigungen von Hölderlins Poesie. 1827 schrieb Gustav Schwab, preisend wie sein Mitherausgeber: „Von allen den verklärten Naturbildern in der Galerie dieser Gedichtsammlung ist keines herrlicher als die lange und doch in keinem Vers, in keinem Wort ermüdende Hymne, die dem ‚Archipelagus‘ geweiht ist <...>. Griechenlands Natur und Geschichte hat sich dem Auge des Sängers wie gegenwärtig geoffenbart; dies Gedicht zeigt wie nicht leicht ein anderes, daß die höchste Poesie auch die höchste Wahrheit ist. Wer dasselbe in ein Gemüth aufnimmt, dem der gehörige Hintergrund von eigner Phantasie nicht fehlt, wird sich nach der Lesung desselben sagen müssen: Ja, der Verfasser ist im Geist wirklich und wahrhaftig im Lande der Hellenen gewesen! Auch ist nie das Wesen des classischen Alterthums mit romantischerer Sehnsucht aufgefaßt worden.“ Ebenfalls 1827 schrieb Wolfgang Menzel: „In der leisesten sanftesten Wehmuth ist <...> die lange Elegie, der Archipelagus, wie seufzend hingehaucht. Eine wunderbare Neigung lenkt die Sehnsucht des Dichters nach Griechenland. Auf den sonnenhellen Inseln Ioniens ruht sich sein Geist aus, und hier wird seine Klage sanfter, wenn er in die Laute Homers und des Alcäus greift. Doch der wilde Sturm in seinem Innern läßt ihn nicht ruhen. Zulezt, denn dieses sind die spätesten Gedichte, bricht diese flammentrunkene Seele in wilde kühne Dithyramben aus, die mit aller Grazie des Erhabenen sich schmücken, furchtbar schön. Diese Gedichte sind überschrieben Andenken, die Wanderung, der Rhein, Hyperions Schicksalslied.“
In einem Nachruf auf den Dichter schrieb Moriz Carrière 1843, in manchen Gedichten klinge „die Sehnsucht der Götter Griechenlands wieder“, die sich aber bald selbständig in neuer Form ausspreche, „wie in der herrlichen Hymne an den Archipelagus.“ Der Theologe Gottlob Kemmler (1823–1907) schrieb an Hölderlins Begräbnistag eine Elegie „Auf Hölderlins Grab“ mit deutlichen Anklängen an den Archipelagus, etwa an „schon hör' ich ferne des Festtags / Chorgesang“ (Vers 257–258) in Kemmlers „Und schon hören wir fern den verstopften Born der Geschichte / Wieder rauschen dem Volk.“
Theodor Opitz beendete 1844 eine Würdigung Hölderlins mit den letzten sieben Versen des Archipelagus „Dann, dann, o ihr Freuden Athens ...“.
In einer Rezension der „Sämmtlichen Werke“ von 1846 schrieb Wilhelm Siegmund Teuffel 1847, der erste Band enthalte Gedichte, „welche die Spuren der eingebrochenen Geistesnacht aufs Unzweideutigste an der Stirne tragen und welche daher consequenterweise dem zweiten Band hätten zugetheilt werden müssen; wir meinen damit besonders die Gedichte ‚Andenken‘, ‚die Wanderung‘ und ‚der Rhein‘. <...> Es macht einen überaus unangenehmen Eindruck, wenn man nach dem kunstreichen und sorgfältig ausgearbeiteten ‚Archipelagus‘ <...> plötzlich das ganz und gar krankhafte und verworrene ‚Andenken‘ liest“.
Gustav Schwabs Wertschätzung spricht noch einmal aus einem Brief an seinen in Griechenland weilenden Sohn Christoph vom Jahr 1847: „Ich las gestern Abend, so bald er in unsern Händen war, Hölderlins Archipelagus vor, und wir jubelten vor Freude bei der Stelle: Rings von Strahlen umblüht, erhebt zur Stunde des Aufgangs / Delos ihr begeistertes Haupt!“

## Monographien

### Friedrich Gundolf
1911 hielt Friedrich Gundolf seine Antrittsvorlesung über Hölderlins Der Archipelagus, gedruckt als 26-seitiges Bändchen. Ohne Abwertung von Hölderlins ans Undurchdringliche grenzender späterer Lyrik findet er, Der Archipelagus sei sachlich fassbarer und deutlicher. Die drei Teile des Gedichts sind bei ihm drei konzentrische Kreise Natur – Griechentum – Deutschtum. Die Natur erlebe Hölderlin als beseelt, göttlich und stets werdend. Hölderlin beschreibe nicht das ruhende Dasein von Inseln und Flüssen, sondern deren Aktion oder Funktion. Gundolf zitiert (sein Sperrdruck): „Delos erhebt ihr begeistertes Haupt, von trunkenen Hügeln quillt der Cypriertrank und von Kalauria fallen silberne Bäche.“ Der mittlere Kreis sei eine „gewaltige Evokation der athenischen Kultur – reinste Geschichtwerdung der göttlichen Kräfte, deren reinste Naturwerdung“ Hölderlin im Eingang seines Gedichtes besungen habe. Religiöses Entzücken schwinge in dem Vers „Aber an Salamis Ufer, o Tag! an Salamis Ufern“. Der innerste Kreis sei die Klage und das Gericht Hölderlins über seine Zeit. Als ein sinnlicher, sehender, fühlender Mensch habe er sich nicht mit flachen Ideen wie „Fortschritt“ über die offenbare Dürre seiner Umwelt hinwegtrösten können. Weil er aber des Waltens der Götter, des Geistes der Natur gewiss gewesen sei, sei ihm um die Welt, um „eine strahlende Zukunft“ nicht bange gewesen.

### Jürg Peter Walser
Für Jürg Peter Walser ist in seiner 239-seitigen Dissertation von 1962 Hölderlins Der Archipelagus „des Dichters reifstes Gedicht in Hexametern, eins der wunderbarsten Gebilde deutscher Sprache“. Es lasse sich „als Triptychon“ gliedern. Zunächst erforscht Walser durch Vergleich mit Goethes Hexameter-Gedichten Reineke Fuchs und Hermann und Dorothea den spezifischen Klang der Archipelagusdichtung. Anschließend werden die drei Teile des Gedichts interpretiert. Weiter wird die Struktur mit Hölderlins theoretischen Äußerungen zur Poetik verglichen. Abschließend verfolgt Walser die Entwicklung von Hölderlins Kunst von An die Natur 1795 über Der Archipelagus 1800 bis 1801 zu der Hymne Patmos 1803.
Hölderlins Sprache sei klanglich äußerst exklusiv. Dazu trage eine außergewöhnliche Sonorität mit gedehnten Vokalen und gleitenden Diphthongen bei:
0000Kehren die Kraniche wieder zu dir, und suchen zu deinen

0000Ufern wieder die Schiffe den Lauf?
Für Hölderlins Verstakte sei eine „Aufbiegung“, das heißt Hebung oder Intensivierung des Tons in der zweiten Takthälfte charakteristisch, etwa in den Versen
0050Blüht Ì- | ó-nìen? | ists die Zeit?

0170Quillt der | Cý-prìer | trank, und von Kalauria fallen

0300Wenn von | Á-sìens | Bergen herein
Werde die Intensität von Silben oder Wörtern in der zweiten Takthälfte der Intensität des vorangehenden oder nachfolgenden Taktbeginns ähnlich oder übertreffe sie sogar, so könne man mit einem Begriff des Schweizer Mediävisten Andreas Heusler von „Tonbeugung“ sprechen, einer „Störung des ‚Einklangs‘ von metrischem Iktus und sprachlichem Starkton“. Beispiele seien
0000Höret jeglicher nur und | viel ar| beiten die Wilden

2450Mit gewaltigem | Arm, rast| los, doch | immer und immer

0000Unfrucht| bar, wie die Furien, bleibt die Mühe der Armen.

0000Bis, erwacht vom ängstigen Traum, die Seele den Menschen

0000Aufgeht,| jugendlich froh,
ferner der oben bereits hervorgehobene Vers
1240Unter den Streitern bricht der Boden und Schiffer und | Schiff sinkt.
Der rhythmische Ursprung von Hölderlins Ton liege also in einer Intensivierung des aufbiegenden Astes seiner Takte. In Der Archipelagus sei diese Intensivierung über ganze Partien hinweg als dauernde Erregung spürbar. Die Verse müssten langsam gesprochen werden. Das Gewicht der einzelnen Wörter werde erhöht.
Als die Mitte des Gedichts sieht Walser den „prägnanten Moment“, in dem in der neunten Strophe die Erinnerung der Athener in die Zukunft übergeht, das „nicht mehr ‚wie <...> sonst‘ (Vers 148)“ zum „wieder ‚wie sonst‘ (Vers 168, 170, 178)“ wird, der Meergott „fröhliche Träume den Lieblingen sendet“ (Vers 174). Hier werde das „Werden als Auflösung“ zum „Werden als Aufblühen“. Zunächst sei das Werdende noch verborgen, der Moment „prägnant“ im Sinne der Herkunft von lateinisch „praegnans“, schwanger. Aber sogleich trete in Erscheinung, was noch in der Knospe war: „Schon auch sprossen und blühn die Blumen mälig, die goldnen“ (Vers 175). Einen ähnlichen Moment findet Walser in den Versen 182–183 der Hymne Der Rhein eingefangen „Und ausgeglichen / Ist eine Weile das Schiksaal“.

### Jochen Schmidt
Jochen Schmidt schloss 1987 in seine bibliophile Faksimileausgabe der Homburger Handschrift einen 23-seitigen Aufsatz über „Natur und Kultur“ in dem Gedicht ein. Er stellt Hölderlins Weltsicht in die Geschichte des Pantheismus. Am Anfang habe das Lehrgebäude der griechischen Stoa, besonders der mittleren Stoa gestanden. Hölderlin sei die Tradition durch Ciceros Schrift De natura deorum vertraut gewesen, über die er sogar eine Vorlesung gehalten habe. Daneben seien Mark Aurels Selbstgespräche für ihn wichtig geworden, die er selbst besessen habe. Dieser Pantheismus gehe von einer alles umfassenden und alles durchwaltenden Natur aus. Deren Kennzeichen seien die All-Sympathie und All-Harmonie des Kosmos. Darin seien individuelles Werden und Vergehen aufgehoben. Der einzelne könne aus diesem Wissen die sprichwörtliche „stoische Ruhe“ gewinnen.
Für Hölderlin barg diese Weltsicht nach Schmidt zweifache Hoffnung. Erstens gab sie Hoffnung für ihn selbst in seiner labilen, erschütterten Lebenssituation. „Die Noth und das Irrsaal“ hatten sein „sterblich Leben erschüttert“ (Vers 294–295). Die „Stille“ (Verse 8, 296) und „Tiefe“ (Verse 24, 296) des Archipelagus, der All-Natur mochten Ruhe schenken. Zweitens bot die pantheistische Weltsicht Hoffnung für seine politische Umwelt, sein Vaterland, die Deutschen. „Aus der stoisch-pantheistischen Auslegung der Natur als einer universalen Harmonie ergibt sich auch die Vorstellung von der naturgemäßen Bestimmung des Menschen zu einer harmonischen Gemeinschaft.“ Das Ideal, die griechische Polis war vergangen. Aus der zeitlos schöpferischen Natur aber mochte sich die – negativ gesehene – Zivilisation seiner Zeit zu einer erfüllten, der Polis innerlich verwandten Zukunft regenerieren.

### Fridolin Ganter
Fridolin Ganter führt in seiner 172-seitigen Dissertation Walsers phonologische Analyse des Gedichts – Analyse auf der Lautebene – weiter. Statt wie Walser von Tonbeugung spricht Ganter von schwebender Betonung. Zu seinen Beispielen zählen die Verse
0230Göttlicher! | du, du| dauertest aus,

0430Und umfängt der | Äther dich| nicht, und kehren die Wolken,

1200Bei der Herrscher Ge|bot, furcht|bargesammelt den Wilden,

2380Ruht und waltet und | lebt all| gegenwärtig der Aether,

2880Aber | du, un|sterblich, wenn auch der Griechengesang schon
Im Vers 43 etwa resultiere aus dem Zusammenstoß des sprachlichen Tons auf „dich“ mit dem metrischen Akzent auf „nicht“ eine schwebende Betonung. Sie wirke geheimnisvoll, feierlich, erhaben und retardiere, erhöhe das Gewicht der einzelnen Wörter. Retardierend wirkten auch die häufigen Kompositionen aus einem Verb und einem unabhängigen Wort etwa in
0350Wenn die allverklärende dann, die Sonne des Tages,

0500Dir entgegenfrohlockt, und der Erstgeborne, der Alte,

1360Aber liebend zurük zum einsamharrenden Strome

1400Wenn nach Jahren das Kind, das verlorengeachtete, wieder

2550Einsam unten, indeß ein immerlebender Frühling
Viele dieser Schreibungen seien schon beim ersten Druck 1804 als anstößig empfunden und emendiert worden. Auch die Inversion von Substantiv und adjektivischem Attribut etwa in „die Kräfte der Höhe, die stillen“ (Vers 25) oder „die Blumen mälig, die goldnen“ (Vers 175) sowie die Häufung gleichgeordneter Satzglieder etwa in „Daß er Purpur und Wein und Korn und Vließe gewinne“ (Vers 78) bremsten die Rezeption durch den Leser.
Ganter bestätigt die Bedeutung der Sonorität für Hölderlins Sprachklang. „Da die Schallfülle (Sonorität) der Laute proportional zur Euphonie in Sprache und Text ist <...>, verwirklicht Der Archipelagus ein hohes Maß an Euphonie.“ Ein weiteres Element seien die Alliterationen in Hölderlins Hexametern, nicht nur Konsonant-, sondern auch „für das heutige Sprachgefühl ‚rätselhaft‘ erscheinende“ Vokalalliterationen etwa in
0000Kehren die Kraniche wieder zu dir, und suchen zu deinen

0000Ufern wieder die Schiffe den Lauf? umathmen erwünschte

0000Lüfte dir die beruhigte Fluth, und sonnet der Delphin,

0000Aus der Tiefe gelockt, am neuen Lichte den Rüken?
In einem Vergleich der Stuttgarter und der Frankfurter Ausgabe von Hölderlins Werken hinterfragt Ganter die „Modernisierung“ der Interpunktion durch Friedrich Beissner. Die Verse der Stuttgarter Ausgabe
0620Sage, wo ist Athen? ist über den Urnen der Meister

0630Deine Stadt, die geliebteste dir, an den heiligen Ufern,

0640Trauernder Gott! dir ganz in Asche zusammengesunken,
sind in der Frankfurter Ausgabe
0620Sage, wo ist Athen? ist über den Urnen der Meister

0630Deine Stadt, die geliebteste dir, an den heiligen Ufern

0640Trauernder Gott! dir ganz in Asche zusammengesunken,
In diesem Fall können sich allerdings beide Versionen, mit und ohne Komma am Ende von Vers 63, auf Hölderlin stützen. Das Komma steht in Hölderlins „Berliner Handschrift“, fehlt aber, wie das oben abgebildeten Original zeigt, in der „Homburger Handschrift“. Der Unterschied hat eine semantische Konsequenz. In der Stuttgarter Ausgabe bestimmt „an den heiligen Ufern“ den Ort der „Stadt“; sie ist die „Stadt an den heiligen Ufern“. In der Frankfurter Ausgabe bestimmt „an den heiligen Ufern“ den Ort des Trauerns des Gottes; er ist der „an den heiligen Ufern trauernde Gott“. In der Stuttgarter Ausgabe fällt obendrein ein für Hölderlin typisches Enjambement weg. Generell ironisiert Ganter Anpassungen an die jeweils gültige Rechtschreibung, wenn etwa in der Gedichtausgabe des Deutschen Klassiker Verlags Wooge, Gaaben, Schoos und seegnen zu Woge, Gaben, Schoß und segnen geworden seien: „Nach der kommenden Rechtschreibreform wäre Vers 3 möglicherweise als: ‚und sonnet der Delfin‘ zu geben.“
Die Gliederung des Gedichts gründet Ganter auf dessen „Dialogizität“. Sie drücke sich in dem Anteil der Personal- und Possessivpronomina der ersten und zweiten Person am Gesamttext aus. Es ergebe sich eine Dreiteilung. Die Verse 1–71 wiesen neben einem einmaligen ich viele du und andere Pronomina der zweiten Person Singular auf. Die Verse 72–185 enthielten kein Pronomen der ersten oder zweiten Person. Die Pronomina der Verse 186–296 seien vielfältig, mit Personal- und Possessivpronomina der ersten und zweiten Person in Singular und Plural. Die Verse 1–71 schilderten die Inselwelt des Archipelagus in lebendigem Gegenüber von ich und du. Was in den Versen 72–183 unpersönlich erzählt werde, die Geschichte Athens, stehe vorerst außerhalb einer ich-du-Beziehung. Die Pronominalvielfalt der Verse 184–296 spiegele den Versuch des dichterischen Ich wider, in der Gegenwart an die Antike anzuknüpfen. Die Pronomina oszillierten hier, besonders deutlich in Vers 241–243: „Aber weh! es wandelt in Nacht, es wohnt, wie im Orkus, / Ohne Göttliches unser Geschlecht. Ans eigene Treiben / Sind sie geschmiedet allein.“ Ich und du, so Ganter, verlören ihren deutlichen Umriss, ein „allegorisches Bild von Hölderlins Lebenswelt.“